# Murat-sur-Vèbre
 (mars 2022).
Pour les articles homonymes, voir Murat et Vèbre (homonymie).
Murat-sur-Vèbre [my.ʁa syʁ vɛ.bʁə] (en occitan : Murat [my.'rat]) est une commune française située dans le département du Tarn en région Occitanie. La commune est dans le Lacaunais; un ensemble de plateaux où l'élevage de brebis laitières est prépondérant.
Exposée à un climat de montagne, elle est drainée par le Dourdou de Camarès, la Vèbre, le Viau, le Greissentous, Rieu Pourquié, la rivière Caunaise, le ruisseau de Candoubre, le ruisseau de Merle, le ruisseau de sanctus, le ruisseau d'espeyres et par divers autres petits cours d'eau. Incluse dans le parc naturel régional du Haut-Languedoc, elle possède un patrimoine naturel remarquable composé de trois zones naturelles d'intérêt écologique, faunistique et floristique.
Murat-sur-Vèbre compte 851 habitants en 2022. Elle a connu un pic de population de 3 024 habitants en 1800. Elle fait partie de l'aire d'attraction de Lacaune. Ses habitants sont appelés les Muratais ou Murataises.

## Géographie

### Localisation et communes limitrophes
La commune de Murat-sur-Vèbre est dans le département du Tarn, en région Occitanie.
Elle se situe à 78,1 km par la route d'Albi, et à 16,0 km de Lacaune, bureau centralisateur du canton des Hautes Terres d'Oc dont dépend la commune depuis 2015. La commune fait en outre partie du bassin de vie de Lacaune.
Les communes les plus proches sont : Moulin-Mage (4,9 km), Nages (6,1 km), Cambon-et-Salvergues (7,5 km), Barre (7,7 km), Arnac-sur-Dourdou (7,8 km), Castanet-le-Haut (9,7 km), Peux-et-Couffouleux (9,8 km), Fraisse-sur-Agout (9,9 km).
| Murasson (Aveyron), Barre          | Peux-et-Couffouleux (Aveyron)  | Brusque (Aveyron)           |
| Moulin-Mage, Lacaune               | Murat-sur-Vèbre                | Arnac-sur-Dourdou (Aveyron) |
| Nages, Fraisse-sur-Agout (Hérault) | Cambon-et-Salvergues (Hérault) | Castanet-le-Haut (Hérault)  |

### Géologie et relief
Le territoire de la commune est situé dans les monts de Lacaune.

### Hydrographie

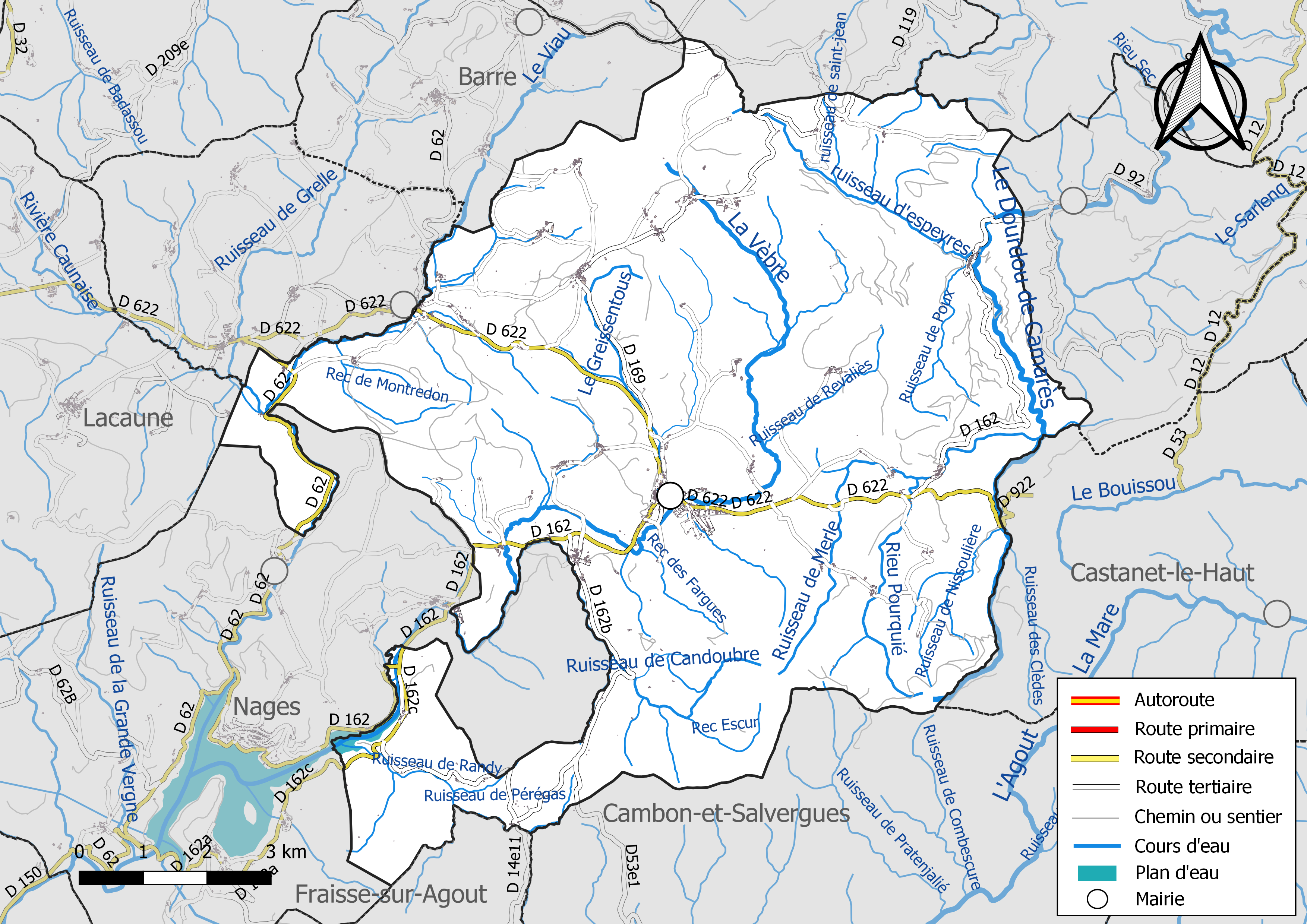
Réseaux hydrographique et routier de Murat-sur-Vèbre.

La commune est dans le bassin de la Garonne, au sein du bassin hydrographique Adour-Garonne. Elle est drainée par un réseau hydrographique de 131 km de longueur totale,.
Le Dourdou de Camarès, longueur totale de 86,8 km, prend sa source dans la commune et s'écoule vers le nord. Il traverse la commune et se jette dans le Tarn à Saint-Izaire, après avoir traversé 13 communes.
La Vèbre, longueur totale de 31,2 km, prend sa source dans la commune et s'écoule vers le sud puis se réoriente vers le sud-ouest. Elle se jette dans l'Agout à La Salvetat-sur-Agout, après avoir traversé 3 communes.
Le Viau, longueur totale de 16,7 km, prend sa source dans la commune de Barre et s'écoule vers le sud. Il se jette dans la Vèbre à Nages, après avoir traversé 4 communes.

### Climat
Pour des articles plus généraux, voir Climat de l'Occitanie et Climat du Tarn.
En 2010, le climat est classé de type climat des marges montagnardes, selon une étude du Centre national de la recherche scientifique s'appuyant sur une série de données couvrant la période 1971-2000. En 2020, Météo-France publie une typologie des climats de la France métropolitaine. La commune est dans une zone de transition entre le climat de montagne et le climat méditerranéen et dans une zone de transition entre les régions climatiques « Provence, Languedoc-Roussillon » et « Sud-est du Massif Central ».
Pour la période 1971-2000, la température annuelle moyenne était de 9,4 °C. L'amplitude thermique annuelle était de 14,8 °C. Le cumul annuel moyen de précipitations était de 1 518 mm : 12,7 jours de précipitations en janvier et 5,5 jours en juillet. Pour la période 1991-2020, la température moyenne annuelle était de 9,1 °C et le cumul annuel moyen de précipitations était de 1 355,8 mm. 
La température maximale relevée sur cette station est de 35,2 °C, atteinte le 23 août 2023 ; la température minimale est de −16 °C, atteinte le 8 février 2012,,.
| Mois                                  | jan.           | fév.          | mars           | avril         | mai           | juin         | jui.          | août          | sep.          | oct.          | nov.          | déc.           | année     |
| ------------------------------------- | -------------- | ------------- | -------------- | ------------- | ------------- | ------------ | ------------- | ------------- | ------------- | ------------- | ------------- | -------------- | --------- |
| Température minimale moyenne (°C)     | −0,7           | −1,2          | 1,2            | 4,1           | 7             | 11,1         | 13            | 12,9          | 10,2          | 7,3           | 3,2           | 0,3            | 5,7       |
| Température moyenne (°C)              | 1,9            | 1,7           | 4,5            | 7,8           | 11            | 15,4         | 17,4          | 17,3          | 14            | 10,3          | 5,6           | 2,8            | 9,1       |
| Température maximale moyenne (°C)     | 4,4            | 4,5           | 7,8            | 11,5          | 14,9          | 19,7         | 21,8          | 21,8          | 17,9          | 13,3          | 8,1           | 5,4            | 12,6      |
| Record de froid (°C) date du record   | −12,3 26.01.07 | −16 08.02.12  | −12,3 01.03.05 | −6,5 03.04.22 | −2,9 05.05.19 | 2,1 01.06.06 | 6,2 24.07.11  | 5,7 31.08.10  | 0,8 27.09.07  | −5,5 25.10.03 | −7,4 16.11.07 | −12,2 26.12.10 | −16 2012  |
| Record de chaleur (°C) date du record | 18,5 01.01.22  | 20,2 27.02.19 | 21,3 29.03.23  | 25,2 13.04.24 | 28,7 13.05.15 | 33 22.06.02  | 32,1 16.07.22 | 35,2 23.08.23 | 28,8 04.09.05 | 26,4 09.10.23 | 20,5 02.11.20 | 19,3 31.12.21  | 35,2 2023 |
| Précipitations (mm)                   | 127,2          | 108,2         | 124,5          | 127,8         | 119,1         | 63,8         | 42,6          | 50,9          | 88,9          | 217           | 181,4         | 104,4          | 1 355,8   |

| Diagramme climatique                                  |              |             |              |            |              |            |              |              |            |             |             |
| J                                                     | F            | M           | A            | M          | J            | J          | A            | S            | O          | N           | D           |
| 4,4−0,7127,2                                          | 4,5−1,2108,2 | 7,81,2124,5 | 11,54,1127,8 | 14,97119,1 | 19,711,163,8 | 21,81342,6 | 21,812,950,9 | 17,910,288,9 | 13,37,3217 | 8,13,2181,4 | 5,40,3104,4 |
| Moyennes : • Temp. maxi et mini °C • Précipitation mm |              |             |              |            |              |            |              |              |            |             |             |

Les paramètres climatiques de la commune ont été estimés pour le milieu du siècle (2041-2070) selon différents scénarios d'émission de gaz à effet de serre à partir des nouvelles projections climatiques de référence DRIAS-2020. Ils sont consultables sur un site dédié publié par Météo-France en novembre 2022.

### Paysages

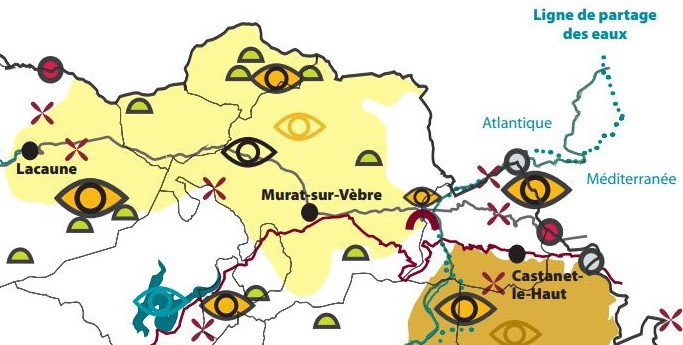
Les Monts de Lacaune avec les puechs principaux, les points de vue majeurs, la RD 622 et le Chemin de Saint-Jacques

La commune de Murat-sur-Vèbre (93,87 km2) se situe sur le territoire de la montagne en Haut-Languedoc, un promontoire de moyenne montagne (400 - 1 200 m) dominant les régions voisines. Ses paysages sont marqués par ses rivières, ses torrents et ses zones humides (la source de la Vèbre). Le barrage hydroélectrique du Laouzas, construit de 1961 à 1966, a englouti une partie du hameau de Peyroux et est devenu un espace de loisirs.
Le paysage est marqué par les puechs : le Plo de Canac (945 m) dominant la vallée du Dourdou ou le bois de Lause (1 201 m) surplombant son bourg. La forêt occupe une large place : les hêtraies font l'identité de la commune (Lause, La Capelle), les chênaies (La Ramasse) et les résineux largement plantés dans les années 1950 sur la déprise agricole, la châtaigneraie, autour de Canac, sous l'influence méditerranéenne.
La moitié du territoire est occupée par des terres agricoles qui proposent un paysage "bocager". Suite plus ou moins lâche de prairies, pelouses, cultures (céréales et fourrages), clairières (dues aux diverses pratiques agricoles et à l'élevage d'ovins et de bovins). La trame bocagère traditionnelle, avec des haies de houx, de frênes ou de hêtres, plus resserrée, se trouve autour de La Bessière, une terre dite "la Terre Sainte". Le territoire est habité depuis toujours de façon rurale, en constellation de hameaux, de fermes isolées. Un bourg principal voit se rejoindre Vèbre et Graissentous.
Une Charte architecturale et paysagère s'applique au territoire depuis 2017. Son objectif est de maintenir l'équilibre agropastoral et forestier, de valoriser les paysages ressources et de conserver l'identité architecturale du bâti.

### Milieux naturels et biodiversité

#### Espaces protégés
La protection réglementaire est le mode d’intervention le plus fort pour préserver des espaces naturels remarquables et leur biodiversité associée,.
La commune fait partie du parc naturel régional du Haut-Languedoc. Créé en 1973 et d'une superficie de 307 184 ha, il s'étend sur 118 communes et deux départements. Implanté de part et d’autre de la ligne de partage des eaux entre Océan Atlantique et mer Méditerranée, ce territoire domine les plaines viticoles du Languedoc et les étendues céréalières du Lauragais,

#### Zones naturelles d'intérêt écologique, faunistique et floristique
L’inventaire des zones naturelles d'intérêt écologique, faunistique et floristique (ZNIEFF) a pour objectif de réaliser une couverture des zones les plus intéressantes sur le plan écologique. Son but essentiel est d’améliorer la connaissance du patrimoine naturel national et de fournir aux différents décideurs un outil d’aide à la prise en compte de l’environnement dans l’aménagement du territoire. Deux ZNIEFF de type 1 sont recensées sur la commune :
les « Pont de la Mouline, vallée du Dourdou d'Arnac à Brusque, forêts du Haut-Dourdou, du Mayni et de Saint-Thomas » (2 606 ha), couvrant 6 communes dont trois dans l'Aveyron, deux dans l'Hérault et une dans le Tarn ; et les « versants et crêtes des Plo de Canac et puech de Canac » (455 ha), couvrant 2 communes dont une dans l'Aveyron et une dans le Tarn et une ZNIEFF de type 2, : les « bois, landes, pelouses et zones humides des environs du lac du Laouzas » (7 053 ha), couvrant 5 communes dont deux dans l'Hérault et trois dans le Tarn.

Carte des ZNIEFF de type 1 et 2 à Murat-sur-Vèbre.
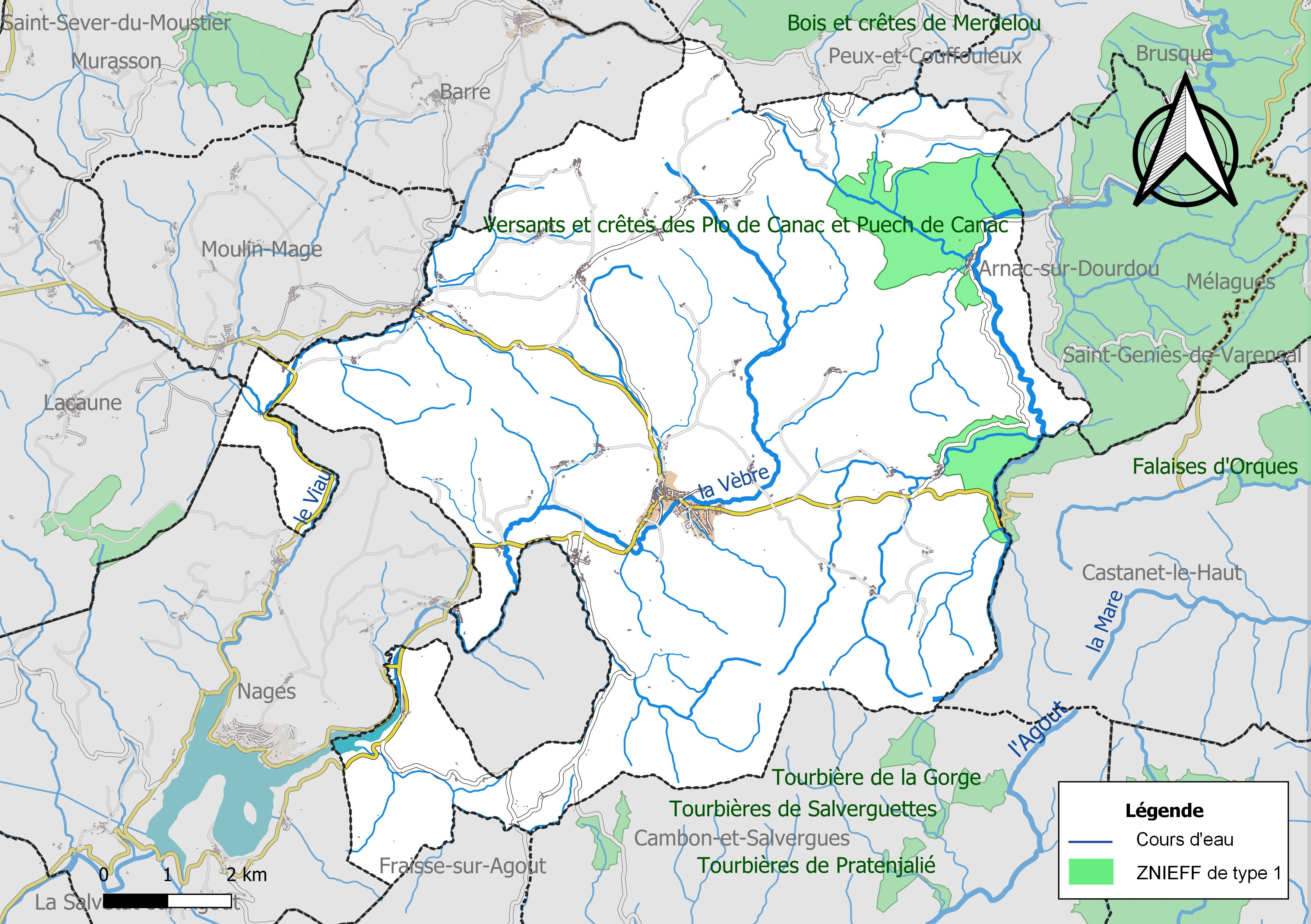
Carte des ZNIEFF de type 1 sur la commune.
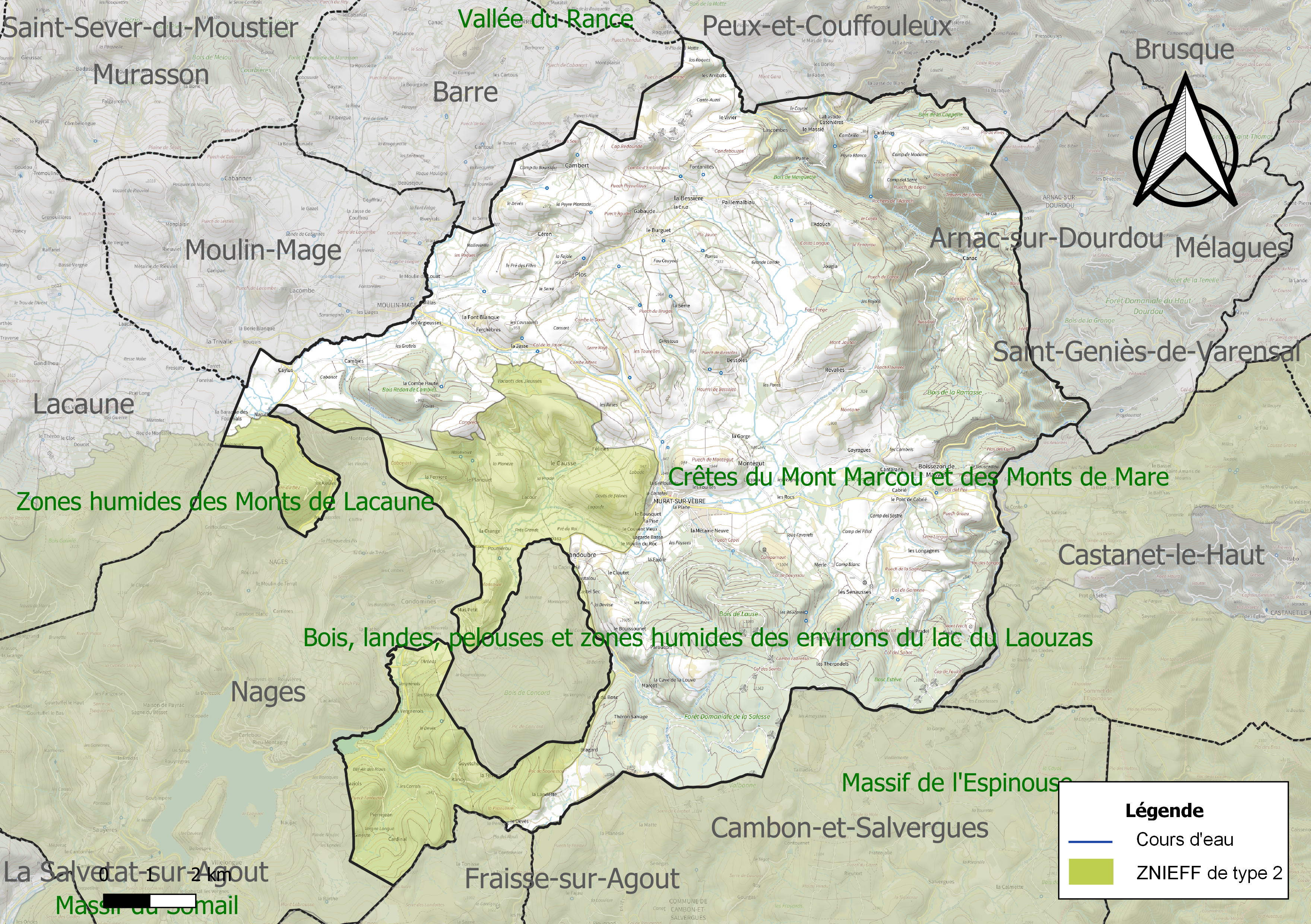
Carte de la ZNIEFF de type 2 sur la commune.

#### Espaces naturels sensibles
À l'initiative des départements, des territoires peuvent être reconnus pour leur forte valeur écologique. Ils peuvent être choisis pour y favoriser des actions de connaissances, de valorisation et de restauration des milieux.
La commune dispose des ENS suivants : la vallée du Haut-Dourdou, les deux zones humides des Méandres de la Vèbre (26 ha) et de la tourbière de la Salesse (12 ha),. Deux autres zones humides du bassin versant de la Vèbre sont répertoriées, la Grifouléde et Lagarde.

## Urbanisme

### Typologie
Au 1er janvier 2024, Murat-sur-Vèbre est catégorisée commune rurale à habitat très dispersé, selon la nouvelle grille communale de densité à sept niveaux définie par l'Insee en 2022.
Elle est située hors unité urbaine. Par ailleurs la commune fait partie de l'aire d'attraction de Lacaune, dont elle est une commune de la couronne,. Cette aire, qui regroupe 11 communes, est catégorisée dans les aires de moins de 50 000 habitants,.

### Occupation des sols

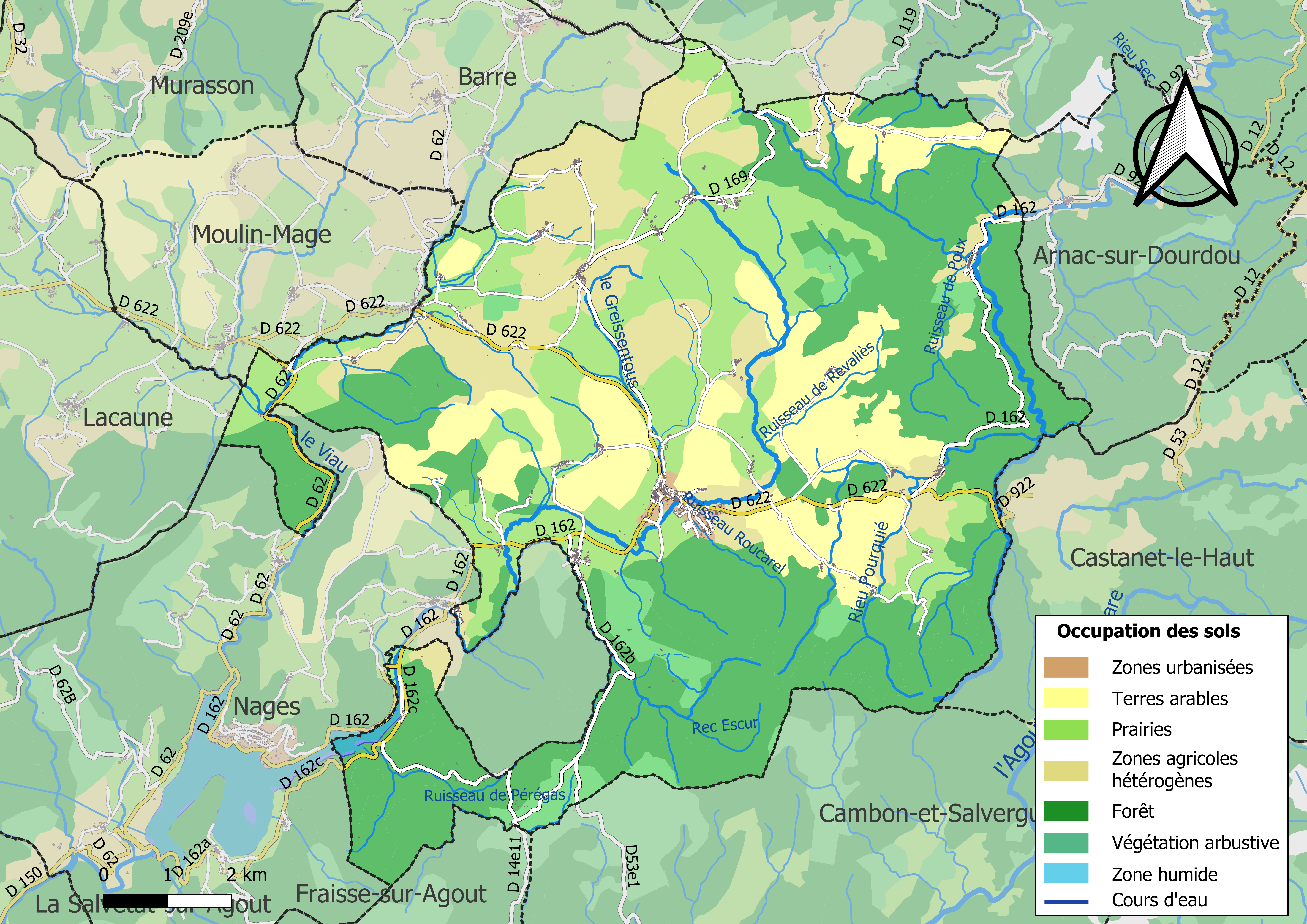
Carte des infrastructures et de l'occupation des sols de la commune en 2018 (CLC).

L'occupation des sols de la commune, telle qu'elle ressort de la base de données européenne d’occupation biophysique des sols Corine Land Cover (CLC), est marquée par l'importance des territoires agricoles (52,5 % en 2018), une proportion sensiblement équivalente à celle de 1990 (51,9 %). La répartition détaillée en 2018 est la suivante : forêts (42,8 %), prairies (23,7 %), terres arables (14,9 %), zones agricoles hétérogènes (13,9 %), milieux à végétation arbustive et/ou herbacée (3,9 %), zones urbanisées (0,6 %), eaux continentales (0,2 %).
L'IGN met à disposition un outil en ligne permettant de comparer l’évolution dans le temps de l’occupation des sols de la commune (ou de territoires à des échelles différentes). Plusieurs époques sont accessibles sous forme de cartes ou photos aériennes : la carte de Cassini (XVIIIe siècle), la carte d'état-major (1820-1866) et la période actuelle (1950 à aujourd'hui).

### Lieux-dits, hameaux et écarts
Ce tableau liste les hameaux et écarts de la commune de Murat-sur-Vèbre.
- Adouch (l')
- Argieusses (les)
- Arribats (les)
- Baraque de Montégut (la)
- Barthe (la)
- Bastide de Catonières (la)
- Baysse (la)
- Bessière (la)
- Bessoles
- Boissezon de Masviel
- Borde Neuve
- Bouissounet (le)
- Bousquet (le)
- Boutou (le)
- Bragard (le)
- Burguet (le)
- Cabrié
- Calletes
- Cambert
- Cambiès
- Canac
- Candoubre
- Cantarane (moulin de)
- Capelle (la)
- Castel Sec
- Catonières
- Caussarel (le)
- Causse (le)
- Cave de la Louve (la)
- Caylus
- Cayrol
- Céren
- Cloutet (le)
- Combalfens
- Combe Haute (la) ou Tabourne
- Condomines
- Cruz (la)
- Dévès (le)
- Fageole ou Fajole (la)
- Faulat
- Félines
- Ferchèbres
- Ferrière (la)
- Font Blanque (la)
- Fontaisiols
- Fontanilles
- Fouacet ou Gabaude le Haut
- Fouillès (les)
- Ga (le)
- Gabaude
- Gayragues
- Gorge (la)
- Goyetchéa
- Grange de Paillemalbiau (la) ou Laguet
- Grange de Poumérou (la)
- Griffoulède (la)
- Griffoulet (le)
- Grifoulas (le)
- Jasse (la)
- Jougla
- Lacour
- Lacroux
- Lagarde Basse
- Landette (la)
- Lardénas
- Lascombes
- Longagnes (les)
- Marcot ou Teissonieres
- Mas Petit
- Massié (le)
- Merle
- Métairie Neuve (la)
- Montegut
- Moulin du Louat
- Moulin du Roc
- Moulin-Mage
- Murat, bourg
- Narulle
- Nissoulières
- Oustalous (l')
- Paillemalbiau
- Pante
- Paroucort
- Pérégas ou Peyregas (le)
- Peyroux
- Pise (la)
- Plane (la)
- Planquet (le)
- Plos
- Pont de Cabrié
- Pont de la Mouline (le)
- Poumérou
- Pouzet (le)
- Pradel (le)
- Pré du Bosc (le)
- Puech Capel
- Randy
- Revalies
- Roc de Segnassous (le)
- Rocs (les)
- Salesse (la)
- Senausses (les)
- Serre (la)
- Tabourne ou Combe Haute
- Taillades (les)
- Ténézole (la)
- Tessonière ou Teyssonière ou Marcot
- Théron Salvage
- Thérondels (les)
- Urjaïral
- Vergnes Longues
- Vivier (le)

Remarque : il existe des hameaux s’appelant également Peyroux, Condomines dans la commune de Nages. Le hameau de Moulin-Mage jouxte l’actuelle commune de Moulin-Mage, il en est séparé par le ruisseau du Viau.

### Logement
En 2017, le nombre total de logements est de 793, (697 en 1999).
Parmi ces logements, 45,9 % sont des résidences principales, 45,2 % des résidences secondaires et 5,6 % des logements vacants. Ces logements sont des maisons individuelles pour 90,4 % d'entre eux, et pour 8,9 % des appartements
La proportion des résidences principales, propriétés de leurs occupants est de 80,5 %.

### Projets d'aménagement
Le Contrat bourg centre Occitanie signé le 6 août 2020 avec la Région, le Département, la Communauté, le PnrHL et la CAUE du Tarn définit les projets de développement selon quatre axes : soutien à l'économie locale, services à la population, cadre de vie, valorisation du patrimoine culturel. Ces projets sont soutenus par l'État dans le cadre du contrat "Petites Villes de demain" signé en avril 2021.

#### Soutien économie locale
- Acquisition de l'usine agroalimentaire de Candoubre pour 1 euro symbolique et installation d'une entreprise artisanale de salaison (2019) ;
- Étude d'une halle couverte pour héberger le marché hebdomadaire ;
- Réouverture du bar-restauration rapide par l'acquisition du bâtiment soutenu par l'opération nationale "1000 Cafés" du Groupe SOS[33].

#### Services à la population
- Ouverture d'une Maison d'assistants maternels dans le bâtiment de l'école (septembre 2020) ;
- Réhabilitation des écoles primaires (2019-2020) ;
- Habitat partagé pour seniors (en cours de construction sur lotissement des Faïsses) ;
- Antenne santé (en cours, avec installation d'une cabine de téléconsultation dans la pharmacie en concertation avec le personnel de santé local en juin 2021) ;
- Décentralisation de services de la Maison France Service (en cours).

#### Cadre de vie
- Aménagement entrée Nord et création d'un cheminement doux (en cours à la suite d'une pré-étude de la CAUE) ;
- Rénovation de la salle des fêtes dont sa réhabilitation thermique (novembre 2019) ;
- Réseau chaleur bâtiments communaux (en cours).

#### Valorisation patrimoine culturel et touristique
- Nouvelle scénographie du Centre d'interprétation des mégalithes et création d'une route des Mégalithes avec les établissements culturels de la Région dont le musée Fenailles[34] ;
- Réhabilitation du patrimoine vernaculaire avec le soutien de la Fondation du Patrimoine : jasse de Combe la Jousse[Note 8], sources historiques et lavoirs des hameaux ;
- Étude en cours d'une nouvelle implantation du camping (pré-étude de la CAUE, attente PLUi).

### Voies de communication et transports
Le bourg de Murat se situe sur la départementale D 622 qui relie le Bas-Languedoc à Albi et Castres. Il est à 2 heures de Toulouse et de Montpellier, à 1 h de Castres et à 1 h 30 d’Albi. Le bourg est le terminus des lignes de bus liO 708 (Albi Alban Lacaune) et 763 (Castres Brassac Lacaune).
Murat est une des étapes du chemin de Saint-Jacques, le point culminant de la Via Tolosana qui depuis Arles conduisait les pèlerins vers Compostelle. Elle fut parcourue par les romieux, les pèlerins en partance pour Rome. Aujourd’hui balisée GR 653, elle est parcourue par plus d'un millier de marcheurs par an avec des pics lors des années jacquaires (Année Sainte Compastellane). De Saint-Gervais-sur-Mare à Murat-sur-Vèbre : 24 km. De Murat à La Salvetat-sur-Agout : 20,9 km.

### Risques majeurs
Le territoire de la commune de Murat-sur-Vèbre est vulnérable à différents aléas naturels : météorologiques (tempête, orage, neige, grand froid, canicule ou sécheresse), inondations, feux de forêts, mouvements de terrains et séisme (sismicité très faible). Il est également exposé à un risque technologique, le transport de matières dangereuses, et à un risque particulier : le risque de radon. Un site publié par le BRGM permet d'évaluer simplement et rapidement les risques d'un bien localisé soit par son adresse soit par le numéro de sa parcelle.

#### Risques naturels
Certaines parties du territoire communal sont susceptibles d’être affectées par le risque d’inondation par débordement de cours d'eau, notamment le Dourdou de Camarès, la Vèbre et le Viau. La cartographie des zones inondables en ex-Midi-Pyrénées réalisée dans le cadre du XIe Contrat de plan État-région, visant à informer les citoyens et les décideurs sur le risque d’inondation, est accessible sur le site de la DREAL Occitanie. La commune a été reconnue en état de catastrophe naturelle au titre des dommages causés par les inondations et coulées de boue survenues en 1982, 1987, 1995, 1999 et 2014,.
Murat-sur-Vèbre est exposée au risque de feu de forêt. En 2022, il n'existe pas de Plan de Prévention des Risques incendie de forêt (PPRif). Le débroussaillement aux abords des maisons constitue l’une des meilleures protections pour les particuliers contre le feu,.

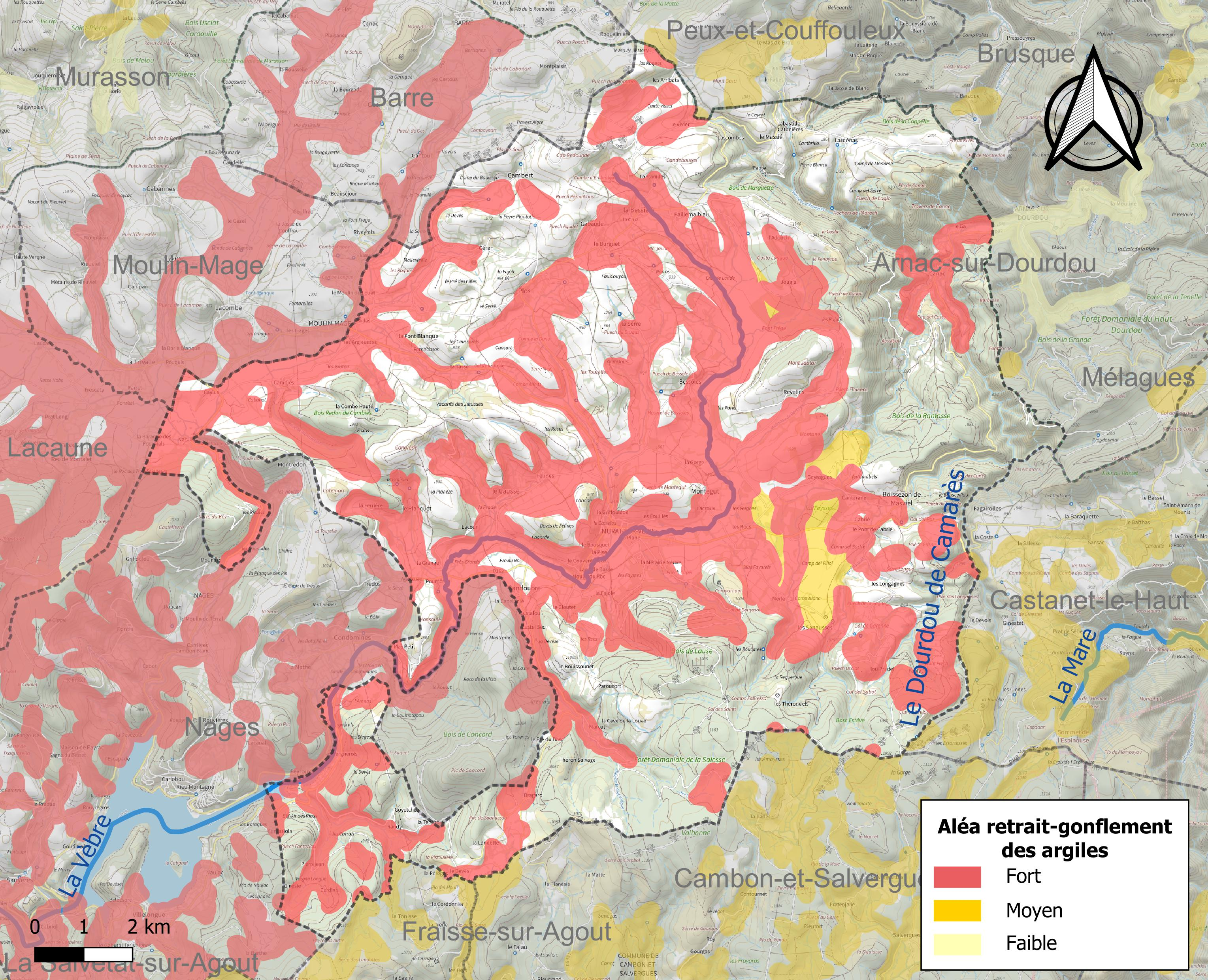
Carte des zones d'aléa retrait-gonflement des sols argileux de Murat-sur-Vèbre.

La commune est vulnérable au risque de mouvements de terrains constitué principalement du retrait-gonflement des sols argileux. Cet aléa est susceptible d'engendrer des dommages importants aux bâtiments en cas d’alternance de périodes de sécheresse et de pluie. 45,7 % de la superficie communale est en aléa moyen ou fort (76,3 % au niveau départemental et 48,5 % au niveau national). Sur les 794 bâtiments dénombrés sur la commune en 2019, 695 sont en aléa moyen ou fort, soit 88 %, à comparer aux 90 % au niveau départemental et 54 % au niveau national. Une cartographie de l'exposition du territoire national au retrait gonflement des sols argileux est disponible sur le site du BRGM,.
Par ailleurs, afin de mieux appréhender le risque d’affaissement de terrain, l'inventaire national des cavités souterraines permet de localiser celles situées sur la commune.

#### Risques technologiques
Le risque de transport de matières dangereuses sur la commune est lié à sa traversée par des infrastructures routières ou ferroviaires importantes ou la présence d'une canalisation de transport d'hydrocarbures. Un accident se produisant sur de telles infrastructures est susceptible d’avoir des effets graves sur les biens, les personnes ou l'environnement, selon la nature du matériau transporté. Des dispositions d’urbanisme peuvent être préconisées en conséquence.

#### Risque particulier
Dans plusieurs parties du territoire national, le radon, accumulé dans certains logements ou autres locaux, peut constituer une source significative d’exposition de la population aux rayonnements ionisants. Certaines communes du département sont concernées par le risque radon à un niveau plus ou moins élevé. Selon la classification de 2018, la commune de Murat-sur-Vèbre est classée en zone 3, à savoir zone à potentiel radon significatif.

## Toponymie
« Murat » : du mot mur avec le suffixe latin -atum, donnant le sens de « clos de murs ».
La commune a pris le nom de l'une des quatre paroisses (Murat, Boissezon de Masviel, Canac, La Bessière) qui constituaient la communauté d'Ancien Régime, Boissezon de Masviel. Murat devint Murat-sur-Vèbre par décret du 17 juillet 1891.

## Histoire

### Préhistoire

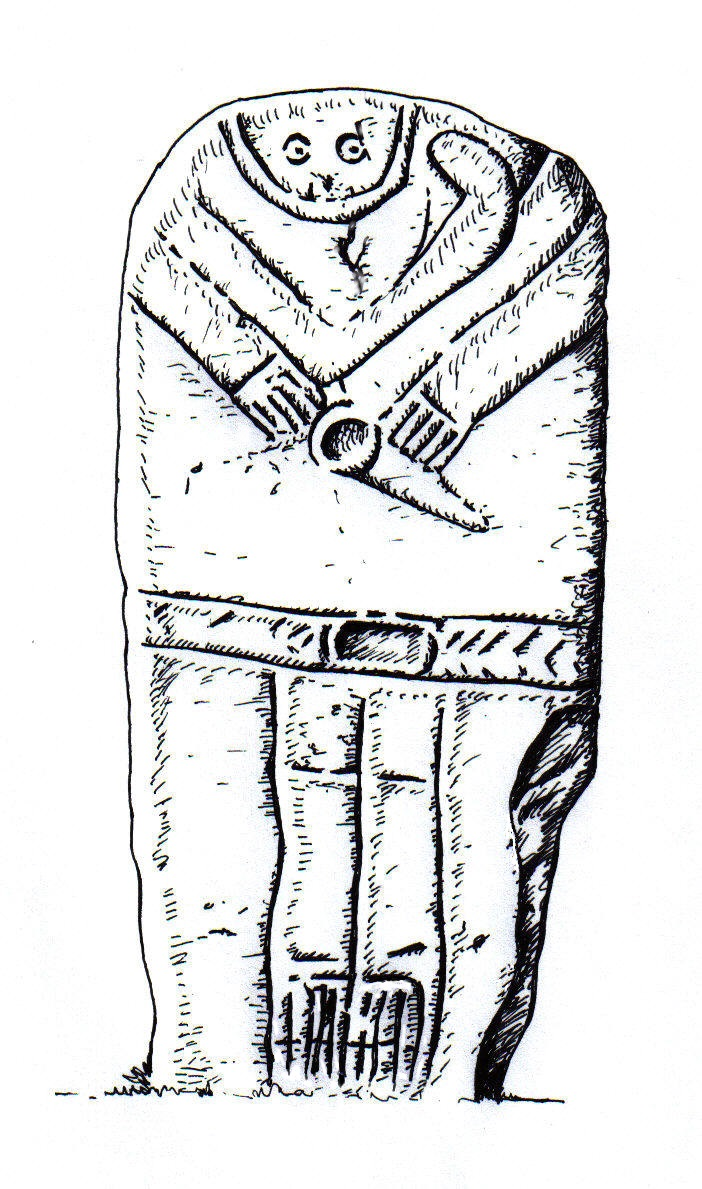
SM du Camp Grand.

La présence de l'homme dans les Monts de Lacaune et le plateau du Haut-Agout est attestée à partir de la fin du Néolithique (seconde moitié du IVe millénaire) et tout au long du IIIe millénaire avant notre ère par la découverte de nombreux vestiges, principalement dans les collines au nord de Murat-sur-Vébre. Les vestiges (tesson de céramiques, outils lithiques, produits de débitage) formaient des aires d'épandages plus ou moins concentrées qui pourraient être en relation avec l'habitat ou des activités artisanales. Aucune étude n'a cependant conduit à affirmer le caractère permanent de cette occupation. La présence de quelques dolmens (pour la commune, Castel Sec et Lagarde) plaide cependant pour l'occupation du sol par de véritables communautés villageoises. Christian Servelle propose l'hypothèse de la venue de populations préhistoriques au Néolithique récent ou au cours de la première phase du Néolithique final. Ce sont ces populations qui ont façonné les statues-menhirs dites du groupe rouergat retrouvées sur l'espace géographique aujourd'hui constitué du Bas-Aveyron, du nord de l'Hérault et de l'est du Tarn. On sait que c'est l'abbé Hermet qui a proposé la première communication scientifique sur le sujet et inventé le terme de "statue-menhir" dans son article Statues-menhirs de l'Aveyron et du Tarn publié en 1898 dans le Bulletin Archéologique. L'abbé Hermet avait en effet poursuivi son inventaire dans le Tarn voisin dont la commune de Murat-sur-Vèbre. Il avait identifié celle des Arribats, aujourd'hui perdue et dont il a réalisé un cliché sur plaque. C'est l'abbé Gautrand alors prêtre à La Bessière, une des paroisses de la commune, qui lui avait trouvé de fortes ressemblances avec les "sculptures préhistoriques" récemment trouvées à Saint-Sernin. Viendront ensuite celle de La Bessière présentée au musée Fenaille comme «l'Inconnue de La Bessière» et celle de Plos 1 (musée Toulouse-Lautrec).

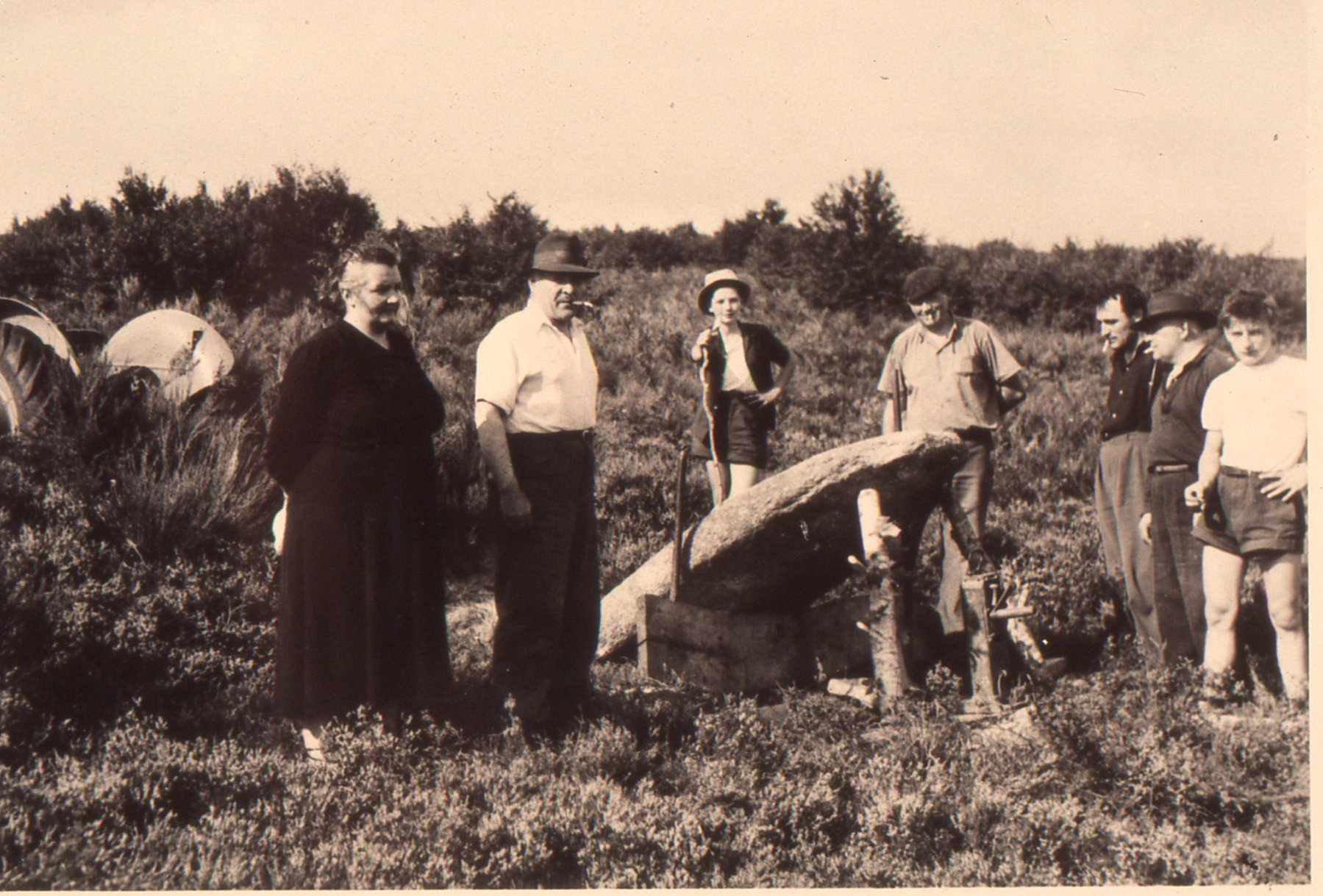
Redressement de la SM du col des Saints.

D'autres encore ont été découvertes à partir des années 1960 lors de labours plus profonds autorisés par l'arrivée du tracteur. Il faut citer les plus caractéristiques : la statue-menhir du Camp Grand en 1981 présentée dans le hameau de Paillemalbiau, celle de Malvielle au Moulin du Louat et celle de Candoubre découverte en 2004. Les fouilles des dolmens ont été entreprises dont partie des matériaux ont été versés dans la collection municipale et pour Castel Sec au musée Toulouse-Lautrec. Ces découvertes spectaculaires ont entrainé un véritable engouement qui a largement dépassé le cercle des érudits. Le Syndicat d'Initiative de Murat-sur-Vèbre des années 1960 est à l'origine des premières présentations au grand public, de démonstrations de taille de la pierre, de conférences...
La DRAC Occitanie, à la suite d'un inventaire général, a proposé en 2019 d'inscrire les plus remarquables au titre des monuments historiques pour en améliorer la protection : 15 SM dans l'Hérault, 31 SM en Aveyron et 32 dans le Tarn, dont 9 complémentaires sur la commune.

### Antiquité
Victor Rascol dans son étude publiée à la fin du XIXe siècle évoque avec des réserves la présence de César à Roquecezieres dans le proche Aveyron et son passage dans la ville voisine de Lacaune. On aurait trouvé des pièces de monnaie romaines et des tombes gallo-romaines.

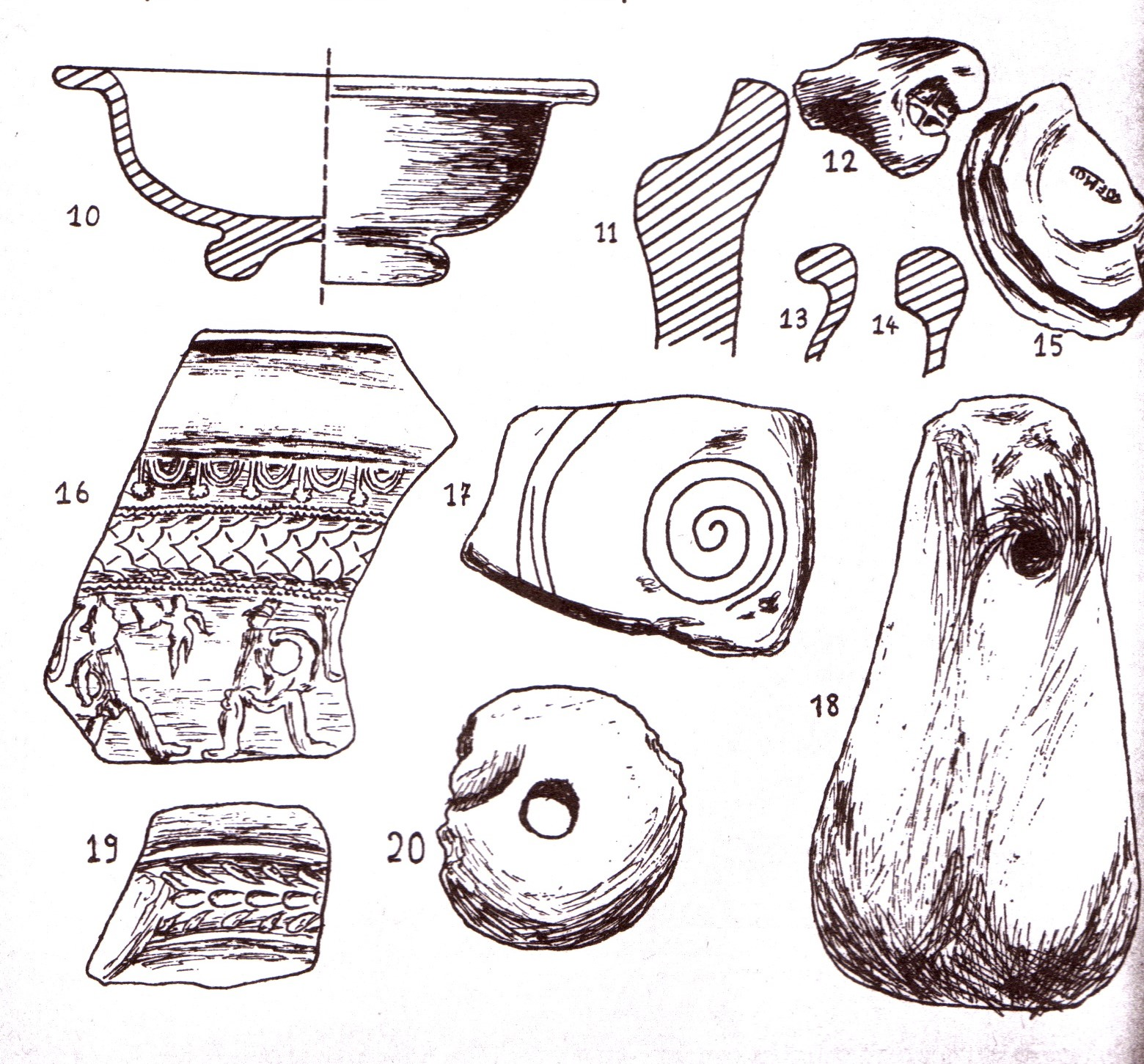
Vestiges (publication de Paul Rouanet).

C'est l'étude de Joseph Sahuc en 1911 qui confirmera l'existence d'une voie antique passant au "Plo de Bru" dans l'Espinouse, un oppidum gaulois, et qui en précisera le tracé. Elle entre dans la commune à hauteur des Senausses et la quitte à la Croix Rouge (La Bessière) en direction de Barre. On y situe des tombes à lauze (La Bessière), des ornières (au Pas de L'Aze) et aussi quelques dolmens. Cette voie secondaire bien qu'elle ne figure sur aucun itinéraire de l'Antiquité ou du Moyen Âge, mettait probablement en relation les peuples riverains de la Méditerranée avec les populations du sud de la Gaule. Si Sahuc apporte la certitude d'une voie gallo-romaine, cette "pénétrante Béziers Cahors" s'avère plus ancienne, suivie selon toute vraisemblance dès l'époque néolithique ou tout au moins au temps des Gaulois. Un autre oppidum à proximité de la voie (vers Brusque au col du Crouzet) pourrait proposer d'autres directions à celle d'Albi.
Les recherches des érudits locaux (Paul Rouanet, Jean Record, Amen) sur les statues-menhirs dans les années 1960 ont conduit incidemment à la découverte d'un nombre important de vestiges romains et gallo-romains. La plupart des matériaux archéologiques ont été versés dans la collection archéologique municipale et partie présentée dans une des salles du Centre d'Interprétation des Mégalithes.

### Moyen Âge
Le manuscrit le plus connu sur la commune est l'acte d'inféodation de plusieurs bois de la communauté de Boissezon de Matviel (la communauté qui deviendra commune de Murat à la Révolution), la veille de la fête de la Madeleine de l'an 1345 du temps de Philippe VI de Valois. Il en reste une rue Philippe-VI-de-Valois dans le vieux Murat et la fête locale de la Madeleine qui a succédé à une foire, le 22 juillet.

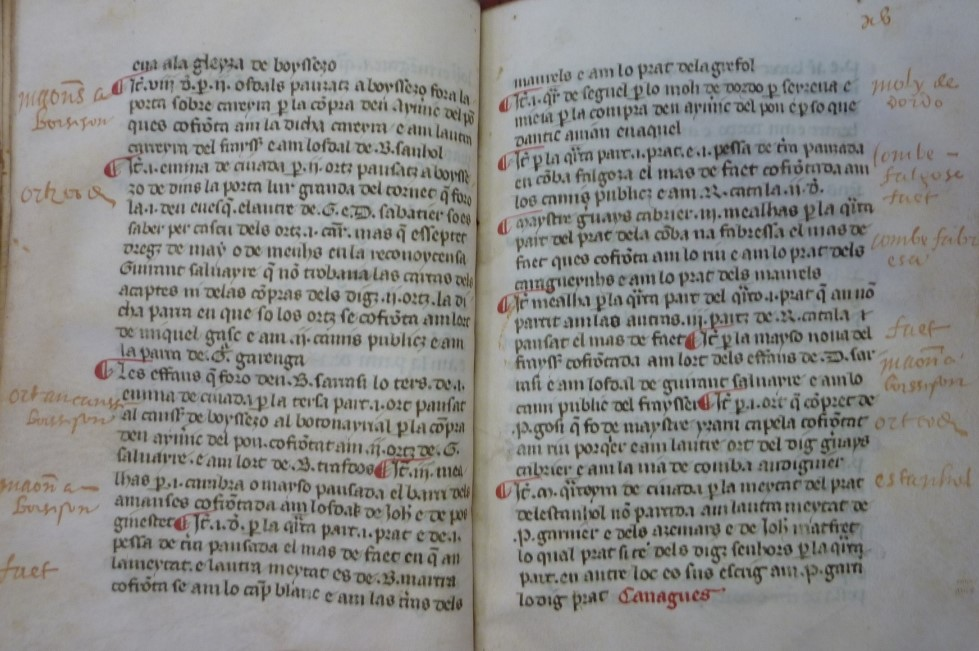
1346 Ayso so les usatges.

La communauté de Boissezon et Murat est constituée de quatre paroisses : Saint-Étienne de Murat, Saint-Pierre de Canac, Saint-Pierre-et-Saint-Paul de la Bessière et Notre-Dame de Boissezon. Les vocables utilisés de saint Étienne et du nom des apôtres semblent attester de leur création dès les premiers temps de la christianisation d'au moins trois d'entre elles et de la continuité de peuplement au Haut-Moyen Âge. Les églises apparaissent dans les archives à la fin du XIe siècle.
Avec une citation en 966, la seigneurie de Boissezon de Matviel se situe dans les premiers temps de la féodalité dans la vicomté d'Albi tenue par les Trencavel. À l'issue de la croisade des Albigeois, elle se retrouve dans la seigneurie de Castres constituée des terres de la vicomté ayant appartenu aux Trencavel et que le roi donne en fief à Philippe de Montfort en 1229. La seigneurie de Castres dépend de la sénéchaussée de Carcassonne et Béziers. Elle sera érigée en comté en 1356.

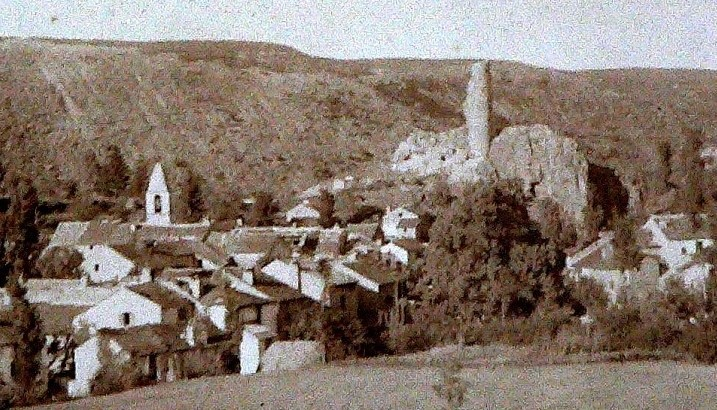
La tour de Boissezon, vestige du château médiéval (en 1896).

L'organisation de la communauté est bien connue à partir du XIVe siècle,. Ce sont les de l'Estendart qui en sont les seigneurs "pour les deux parts" depuis "le fort de Boissezo" (voir le château de Boissezon) représentés par un bayle et se partagent les revenus avec un coseigneur "pour une part". Aux de l'Estendart qui apparaissent à la fin du XIIIe siècle succéderont la lignée des Peyrusse à partir du tout début du XVe siècle,. Pour l'autre coseigneur, ce sont des Caylus coseigneurs des baronnies de Caylus et d'Olargues et un Lévis-Caylus à la fin du Moyen Âge, souvent d'ailleurs aussi seigneur de Nages. Le partage des droits s'établit suivant des accords régulièrement établis sous l'égide d'arbitres et enregistrés devant notaire. Ainsi celui de 1329 avec l'arbitrage des prieurs de Canac et de Barre confirme que toutes les redevances seigneuriales de Boissezon reviendront aux de l'Estandart et ceux des autres paroisses seront partagées selon le type de droits ou le "masage". On remarque que le coseigneur "pour une part", Déodat de Caylus, reçoit la plus grande partie des droits sur la paroisse de Murat et y possède un logis. Le château de Murat, cité en 966, et dont il existera encore des vestiges à la fin du XVIIIe ne semble plus exercer de rôle politique.
Il est probable que la communauté dispose d'un consulat analogue à celui de la ville voisine de Lacaune et dont des actes ont été conservés dans le Livre Vert. L'un d'entre eux en 1321 exempte de droits de péage les habitants de Lacaune lorsqu'ils franchissent la Vèbre à Murat. Les archives seront plus précises à partir du XVIIe siècle. Le consulat est alors constitué chaque année de trois consuls "modernes", le premier et troisième désignés par le seigneur "aux deux parts" et le second par l'autre coseigneur sur une liste proposée par les "anciens" consuls. Ils ont la responsabilité de faire prélever la taille royale dont ils contesteront le montant de 50 livres tournois en 1404.
À la fin du Moyen Âge, les reconnaissances à Jean de Peyrusse, le seigneur pour "deux parts" proviennent de 73 tenanciers de l'entière terre de Boissezon et Murat, la moitié de ceux qui faisaient reconnaissances à ses prédécesseurs avant la guerre de Cent Ans et surtout après les disettes et la peste de 1348 attestée à Lacaune. Les tenanciers sont des familles élargies vivant souvent à feux et pots communs sous le régime de la "fréréche" dont quelques-uns passés devant notaire explicitent les conditions : communauté de biens, vie commune des ménages, même pain, même vin, profits et pertes partagés. Un contrat qu'on retrouvera tout au long du XVIe siècle et qu'E. Le Roy Ladurie indique qu'il est spécifique aux Cévennes et à la montagne du Haut-Languedoc.

### De la Renaissance aux guerres de religion
Le comté de Castres est réuni à la Couronne en 1519. On en connait bien dans ces premiers temps du XVIe siècle l'état des fiefs. La communauté de Boissezon de Masviel fournit le plus fort montant de revenus seigneuriaux du comté. Ce sont pour l'essentiel les redevances dues sur l'activité agricole de ses habitants, sur les nombreux moulins dont celui de Narulle (dont les équipements sans doute plus tardifs ont été restaurés), quelques fours mais aussi des métairies nobles exploitées en direct. On note des droits de péage et surtout d'herbage prélevés sur les troupeaux venant du Bas-Languedoc. Les moulins sont exploités pour obtenir la farine et participe à un artisanat de filature. Une mouline à fer apparait dans la vallée du Dourdou à hauteur du Ga un hameau proche de Canac.
Les idées de la Réforme parviennent bientôt à Castres et dans les villes de la Montagne. L'église réformée se constitue à Castres vers 1550 et celle de Boissezon de Masviel est levée en mai 1570 par le seigneur Antoine de Peyrusse. Sans doute élevé dans la religion protestante, il a participé aux premiers épisodes guerriers. L'église de "Boissezon, Murat, Canac, Arnac et de la moline basse" est une petite église rurale, une centaine de familles, avec son pasteur, son école et un conseil d'anciens faisant respecter une morale rigoureuse. Elle regroupe la famille seigneuriale avec leurs proches, des marchands, des maitres-artisans et quelques laboureurs.

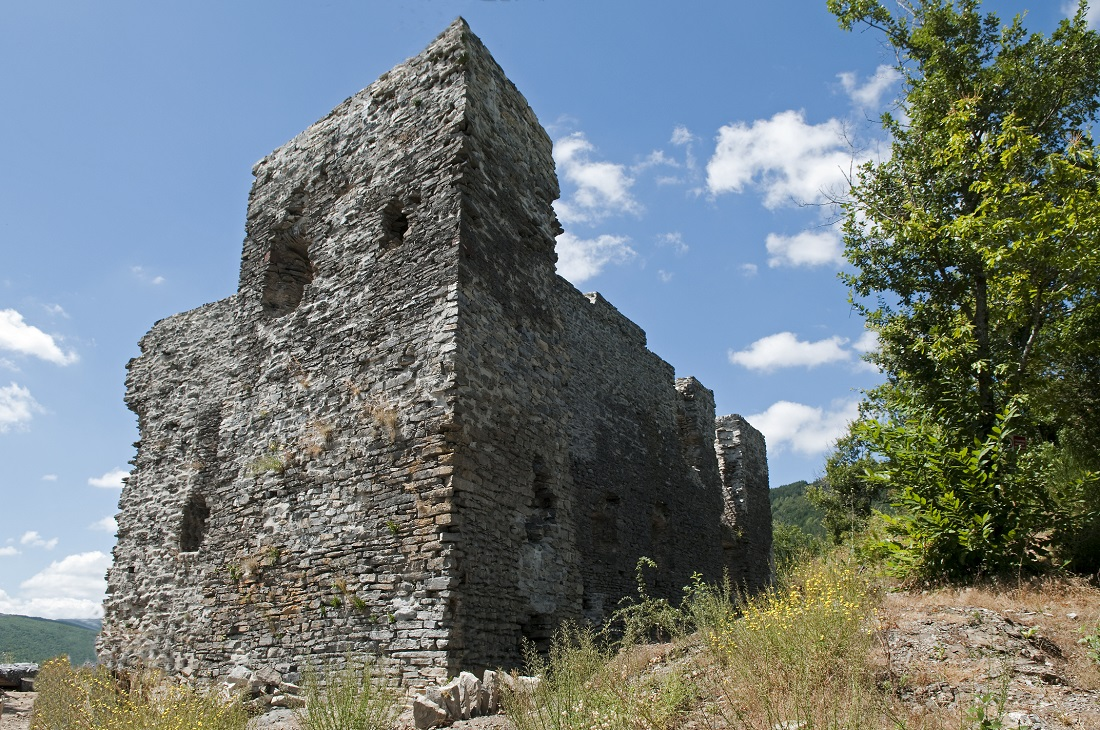
Maison forte à Canac.

Les seigneurs de Boissezon vont s'engager sur les deux générations suivantes dans les luttes religieuses jusqu'à la dernière rébellion en Languedoc des guerres dites de Rohan. On connait, par les chroniqueurs de ce temps, les "exploits" guerriers des Peyrusse et de leurs successeurs les Génibrouse (voir le château de Boissezon et le château de Canac), un peu moins les difficultés pour ses habitants. Des procès plus tardifs demanderont réparation pour l'usage de l'église de Boissezon comme écurie par les Génibrouse et pour le saccage de celle de Murat et de son presbytère en 1621 par les habitants de Lacaune.
Si dans la ville voisine de Lacaune, l'église protestante perdurera même au Désert, son temple est démoli en 1685, celle de Boissezon disparait face à la politique de Louis XIV. On remarque les abjurations de notables devant notaire, une dragonnade à Cambert et en 1688 l' école autorisée par les États du Languedoc s'ouvrira à Boissezon avec pour maitre d'école, un "clerc tonsuré" agréé par l'évêché.

### De la révocation de l'édit de Nantes à la Révolution.
Le dernier Génibrouse protestant, Nicolas, est décédé en 1647 et son successeur, Jacques, est enseveli dans l'église de Saint-Amans "le jeudi saint 24 mars" 1701. La fortune des Génibrouse s'affaiblit et une grande partie de leurs revenus est destinée à leurs créanciers. L'un d'entre eux, le puissant Thomas de Thésan, vicomte du Poujol, lieutenant du Roi en Guyenne coseigneur pour une part de Boissezon et seigneur de Nages s'empare de la totalité de la seigneurie à l'occasion du mariage de sa fille avec l'ainé des Génibrouse, en 1687. Le cadet Bernard obtiendra en justice la restitution de tous ses droits en 1699 à la suite du décès précoce de son frère. Il vendra bientôt sa seigneurie historique de Saint-Amans et aux générations suivantes ses successeurs ne viendront que temporairement dans leur château de Boissezon, résidant dans les châteaux hérités de leurs épouses.
Les Génibrouse restent les propriétaires fonciers les plus importants comme l'enregistrent les compoix, ces répertoires qui permettent aux consuls de répartir l'impôt royal. La communauté est, à cet égard, la plus imposée (1 307 livres en 1695) de ses voisines, comme Lacaune (877) ou Saint-Gervais (872) par l'importance de ses terres agricoles et de ses forêts. Ce sont l'élevage ovin et la culture du seigle et de l'avoine qui dominent l'agriculture de ce temps. Cambiès, la plus importante des métairies nobles, dispose d'un troupeau de 600 ovins, d'une quarantaine de bovins, d'une dizaine de cochons et produit 300 charretées de foin. On remarque la fabrication de fromage de brebis, déjà appelé "roquefort" et l'importance de l'estive (2 000 ovins). La forte augmentation par rapport au siècle précédent du montant de la tasque prélevée sur les récoltes confirme celle générale de la production agricole. L'élevage des ovins induit une activité artisanale autour du filage et du tissage de la laine pour des "cordelatzs" (draps), activité auxquels de nombreux moulins foulons participent.

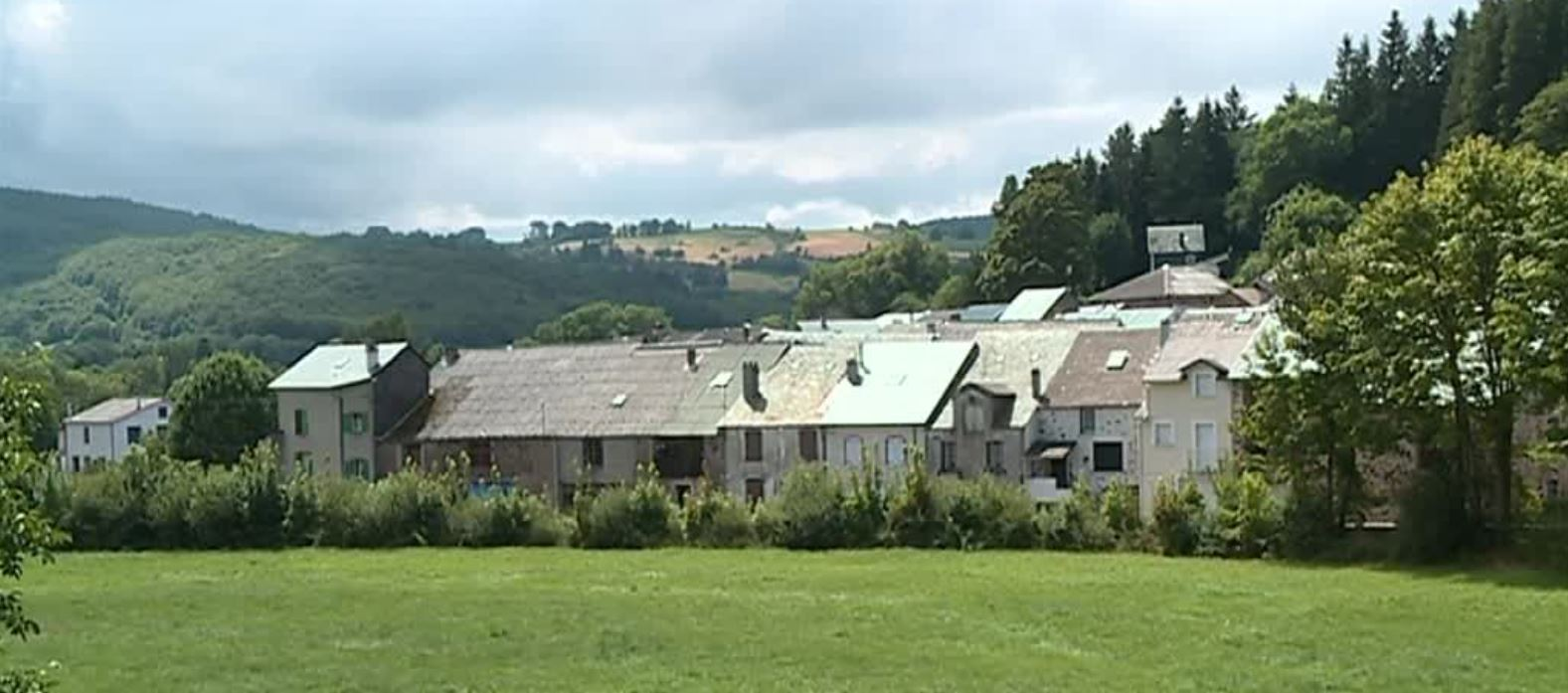
Le bourg de la paroisse de Murat.

C'est dans la deuxième moitié de ce XVIIIe siècle que démarre la construction du "chemin de montagne" de Castres au Bas-Languedoc pour désenclaver le territoire. Au cours de cette période, la population s’accroît malgré les graves crises de subsistance en 1692-1694 et 1708-1709 attestées par la chute de la production agricole et la surmortalité enregistrée dans les registres paroissiaux. La paroisse de Murat comptera au tournant du siècle plus de 60 % de la population de la communauté forte de près de 2 500 habitants.

### La Révolution et l'Empire
La nouvelle organisation administrative crée le département du Tarn en février 1790 à partir des trois diocèses de Castres, Lavaur et Albi (le canton voisin de Saint-Gervais sera échangé plus tard avec l'Hérault contre celui d'Anglés) ; Lacaune devient chef-lieu de district et la communauté d'Ancien Régime de "Boissezon et Murat", la commune de Murat, reconnaissant ainsi la prédominance économique et politique de la paroisse de Murat et de son bourg. La commune devient chef-lieu du canton constitué avec la commune de Cabannes-et-Barre.

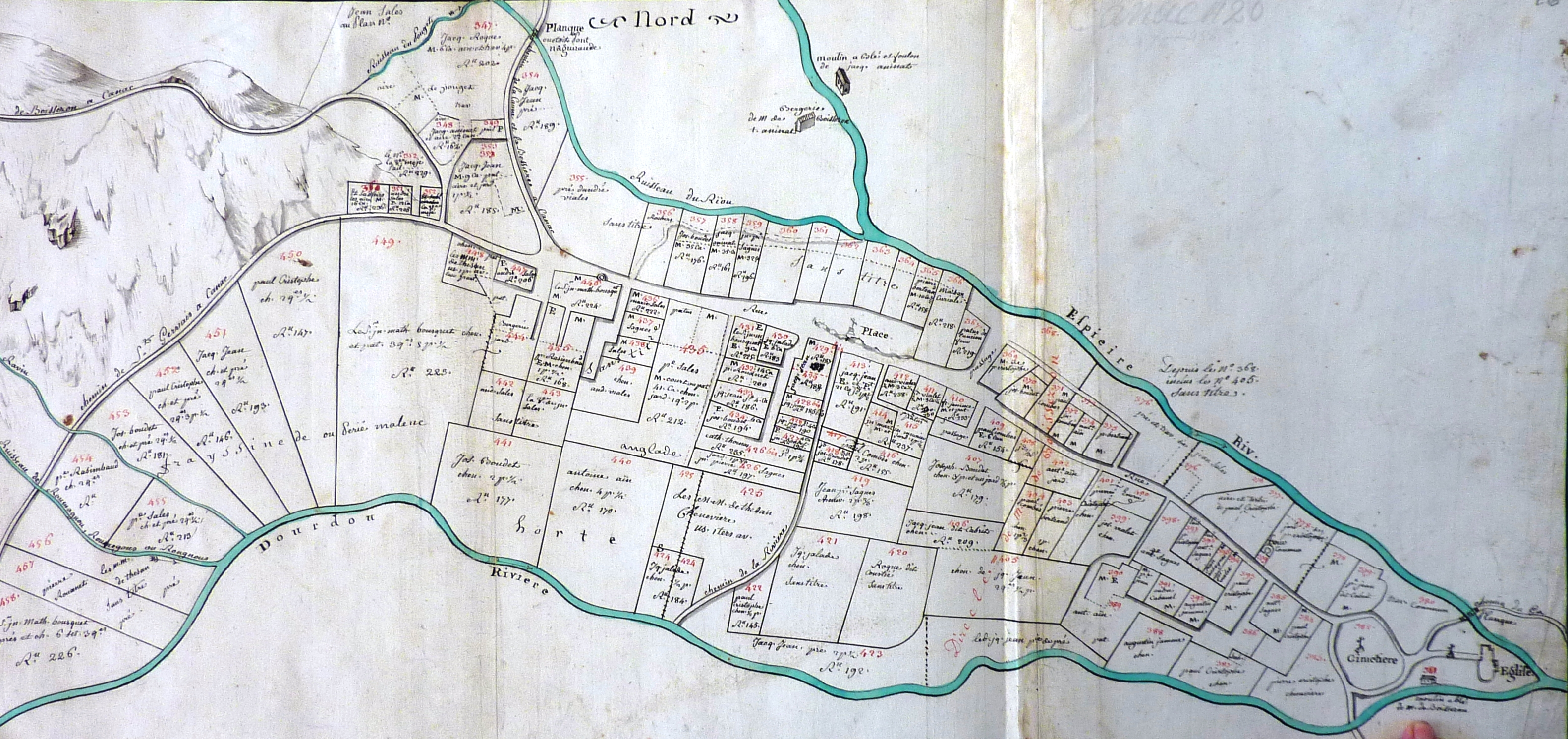
Cadastre de 1791 (Canac).

L'attachement à la tradition religieuse et le refus de nombreux conscrits à s'éloigner de leur région natale conduiront à des affrontements successifs. La population soutient ses prêtres qui refusent la Constitution civile du clergé et protégera les réfractaires qui resteront dans le pays lorsqu'ils sont bannis en 1792,. On signale des rassemblements armés dans le district de Lacaune et l'administration va prendre des mesures plus brutales. Le vicaire de Murat et un "contre-révolutionnaire" seront guillotinés pendant La Terreur. Les troubles se poursuivent et la municipalité démissionne à la fin de l'année 1795. Les communes de Murat et Lacaune sont mises en état de siège en octobre 1798. Un commissaire est alors chargé de l'administration et un régiment stationné dans le bourg.
Le Concordat ramènera la paix religieuse et dès 1803 la municipalité envisage de réparer les églises et de réorganiser le culte sur la commune entre les "succursales" avec une nouvelle église à Condomines proposée par ses habitants. La conscription reste très impopulaire comme sur tout le territoire de la Montagne tarnaise. En 1805, sur 472 soldats que devait fournir le département, on compte 209 "réfractaires ou déserteurs" pour l'essentiel de la Montagne. Des "gendarmes en garnison" sont installés dans les familles des conscrits "réfractaires" dont par exemple une dizaine en 1806 pour les classes des années XIII et XIV de la commune.
La population majoritairement contre révolutionnaire semble mieux accepter l'Empire mais la municipalité votera le 24 avril 1814 "le vœu de rétablir l'illustre dynastie des Bourbons sur le trône de France" et.. "la décharge de Bonaparte". Un feu de joie a été "religieusement allumé, le peuple s'est porté en foule à l'église...".
Le dernier seigneur comte de Boissezon, Gabriel-Maurice de Génibrouse est décédé dans son château des Roquefeuil en 1797. Son héritier, émigré, a été condamné à son retour en France et fusillé en 1799. Leurs biens sont vendus, les bois et le château "croulé" deviennent propriété de la commune. Biens nobles et ecclésiastiques ont été acquis par des notables locaux et quelques riches laboureurs.

### Époque contemporaine
La croissance de la population de la commune comme celle de la Montagne amorcée au XVIIIe siècle va se poursuivre tout au long du XIXe, pour atteindre le plus haut niveau de peuplement de son histoire, avant d'amorcer une lente décrue jusqu'à la guerre de 14-18. Une croissance sans doute accompagnée par de meilleures conditions de vie : un bureau de bienfaisance pour les "indigents" en 1832 à la suite d'une épidémie, le service médical gratuit à partir de 1855.. On défriche de nouvelles terres, les prairies artificielles s'étendent et la technique du chaulage se répands. L'élevage ovins pour le lait se développe à la suite de l'industrialisation de la fabrication du fromage de Roquefort. Des laiteries s'installent dans le plus petit hameau et une nouvelle race de brebis laitière, la brebis de Lacaune, devient largement majoritaire dans les troupeaux. Le trop plein de main-d'œuvre entraine une émigration saisonnière vers le Bas-Languedoc où la vigne prospère, avant de devenir définitive. Une forte solidarité économique et familiale s'est construite avec ces échanges entre la Montagne et le Bas Pays qui perdurera, même si ces saisonniers sont traités de "gavach", c'est-à-dire d'arriérés !
Le réseau routier s'améliore et en 1826 la construction du pont de La Mouline termine "la grande route de Toulouse à Lodève". Les échanges avec les villes voisines vont s'intenfier et le nombre de foires passe de 3 à 5. De nouvelles expoiltations agricoles se créent (voir la longue liste des écarts), la population des hameaux s'accroit et entraine la reconstruction de leurs églises avec le soutien de la population. Le bourg de Murat se développe le long de la Départementale qui le traverse maintenant. Le chemin de fer arrive à la fin du siècle et depuis Castres, le Petit Train, atteindra Murat en 1911. Dans le domaine économique, va se développer une production artisanale de la charcuterie locale qui trouvera ses premiers débouchés sur les marchés de l'Hérault autour de 1930.

## Politique et administration

### Découpage territorial
La commune de Murat-sur-Vèbre est membre de la communauté de communes des Monts de Lacaune et de la Montagne du Haut Languedoc, un établissement public de coopération intercommunale (EPCI) à fiscalité propre créé le 1er janvier 2017 dont le siège est à Lacaune. Ce dernier est par ailleurs membre d'autres groupements intercommunaux. Sur le plan administratif, elle est rattachée à l'arrondissement de Castres, à la circonscription administrative de l'État du Tarn et à la région Occitanie. Sur le plan électoral, elle dépend du  canton des Hautes Terres d'Oc pour l'élection des conseillers départementaux, depuis le redécoupage cantonal de 2014 entré en vigueur en 2015, et de la première circonscription du Tarn  pour les élections législatives, depuis le dernier découpage électoral de 2010.

### Élections municipales et communautaires

#### Élections de 2020
Le conseil municipal de Murat-sur-Vèbre, commune de moins de 1 000 habitants, est élu au scrutin majoritaire plurinominal à deux tours avec candidatures isolées ou groupées et possibilité de panachage. Compte tenu de la population communale, le nombre de sièges à pourvoir lors des élections municipales est de 15. Sur les seize candidats en lice, quinze sont élus dès le premier tour, le 15 mars 2020, correspondant à la totalité des sièges à pourvoir, avec un taux de participation de 48,05 %. Deux listes étaient formellement proposées aux électeurs : "Murat nous rassemble" de 15 candidats (tous élus) et une liste Rassemblement National avec un candidat.
Daniel Vidal, maire sortant, est réélu pour un nouveau mandat le 23 mai 2020.
Dans les communes de moins de 1 000 habitants, les conseillers communautaires sont désignés parmi les conseillers municipaux élus en suivant l’ordre du tableau (maire, adjoints puis conseillers municipaux) et dans la limite du nombre de sièges attribués à la commune au sein du conseil communautaire. Trois sièges sont attribués à la commune au sein de la communauté de communes des Monts de Lacaune et de la Montagne du Haut Languedoc.

### Jumelages
Au 19 mars 2021, Murat-sur-Vèbre n'est jumelée avec aucune commune.

## Équipements et services publics

### Eau et déchets
La gestion du réseau public d'eau potable est assurée en direct par la commune sous le contrôle de l'Agence Régionale pour la Santé  Les exigences de qualité de l'eau distribuée et la nécessité d'assurer la continuité d'approvisionnement ont conduit la commune a engager un plan de réhabilitation de son réseau à partir de 2015. Compte tenu de sa géographie, le réseau public communal est constitué de 6 unités de distribution distinctes desservant les 700 abonnés. Les captages au nombre de 11 ont été réduits à 6 pour en assurer une meilleure protection. Cinq unités de traitement ont été reconstruites et automatisées. Enfin, un dispositif de surveillance centralisé a été mis en place pour la gestion patrimoniale de la ressource eau depuis 2019.
La collecte des déchets est faite par un service spécialisé de la communauté des communes depuis 2018. C'est l'établissement public de valorisation des déchets ménagers et assimilés, Trifyl, qui gère les déchetteries.

### Enseignement
La commune est située dans l'académie de Toulouse.
Elle administre une école primaire (école maternelle et école élémentaire) regroupant 75 élèves en 2020-2021.

### Postes et télécommunications
Les services postaux sont disponibles depuis l'Agence Postale Communale située au 10 rue de la Salle-des-Fêtes, dans les locaux de l'Office de tourisme (ouverture du lundi au samedi de 9 h 15 à 12 h 15).

### Santé
Antenne de la Maison de Santé Intercommunale des Monts de Lacaune ;
Cabinet d'infirmières - podologue ;
Pharmacie ;
Maison de retraite ;
Maison d'Assistants Maternels.

## Population et société

### Démographie
Les habitants sont appelés les Muratais (Murataises) et en occitan los Muratòls (las Muratòlas).
| 1793  | 1800  | 1806  | 1821  | 1831  | 1836  | 1841  | 1846  | 1851  |
| ----- | ----- | ----- | ----- | ----- | ----- | ----- | ----- | ----- |
| 1 900 | 3 024 | 2 204 | 2 736 | 2 942 | 2 807 | 2 908 | 2 919 | 2 883 |

| 1856  | 1861  | 1866  | 1872  | 1876  | 1881  | 1886  | 1891  | 1896  |
| ----- | ----- | ----- | ----- | ----- | ----- | ----- | ----- | ----- |
| 2 648 | 2 964 | 2 934 | 2 640 | 2 770 | 2 762 | 2 678 | 2 628 | 2 502 |

| 1901  | 1906  | 1911  | 1921  | 1926  | 1931  | 1936  | 1946  | 1954  |
| ----- | ----- | ----- | ----- | ----- | ----- | ----- | ----- | ----- |
| 2 246 | 2 165 | 2 114 | 1 770 | 1 611 | 1 551 | 1 453 | 1 285 | 1 287 |

| 1962  | 1968  | 1975  | 1982 | 1990 | 1999 | 2006 | 2008 | 2013 |
| ----- | ----- | ----- | ---- | ---- | ---- | ---- | ---- | ---- |
| 1 338 | 1 264 | 1 060 | 938  | 889  | 819  | 841  | 848  | 825  |

| 2018 | 2022 | - | - | - | - | - | - | - |
| ---- | ---- | - | - | - | - | - | - | - |
| 859  | 851  | - | - | - | - | - | - | - |

### Manifestations culturelles et festivités
La grande fête du village dite "de la Madeleine" a lieu le dimanche de juillet le plus proche de la fête de Sainte Madeleine (voir l'histoire au Moyen Âge). Elle est proposée par le comité des fêtes traditionnellement constitué par la jeunesse locale. Un feu d'artifice est tiré le samedi en soirée depuis le Castelas qui domine le bourg.
La manifestation la plus importante a lieu en août pour la fête des Battages à l'ancienne sur un site dédié à l'entrée du village. Elle a été créée en 1985 et propose tout au long de la journée des démonstrations de travaux agricoles avec du matériel ancien. Les 70 tracteurs du musée sont présentés à l'extérieur et en état de marche. Le repas du soir, un taureau à la broche, rassemble un millier de participants. L'association propose dans l'hiver "un repas des os" qui traditionnellement clôturait la journée du masel, une journée consacrée à la charcuterie du cochon élevé dans toutes les familles paysannes.
Les manifestations culturelles (théâtre, cinéma, expositions, concerts) sont proposées tout au long de l'année par la Maison de la Jeunesse et de la Culture, souvent associée avec l'association des anciens (Les Ainés du Castelas) et celle qui a succédé au syndicat d'Initiative (Comité d'Animation). Cette dernière organise l'été les marchés de nuit, une Foire aux produits de terroir le premier dimanche d'août, un vide-greniers et chaque 1er mai, une journée de randonnées, les Randos du Muguet. L'association "Les Pommés de Murat" organise en octobre une journée autour de la pomme avec la possibilité de pressage des fruits pour les particuliers.
Les correspondants des associations porteuses de grandes causes nationales (AFM-Télèthon, Ligue contre le Cancer, octobre Rose) proposent des événements locaux (concerts, rencontres festives, défis) lors des journées nationales.
La commune bénéficie de l'action culturelle proposée par la Communauté des Communes : expositions temporaires, journées du patrimoine, nuit des musées, microfolies ...

### Sports et loisirs
- Stade de football;

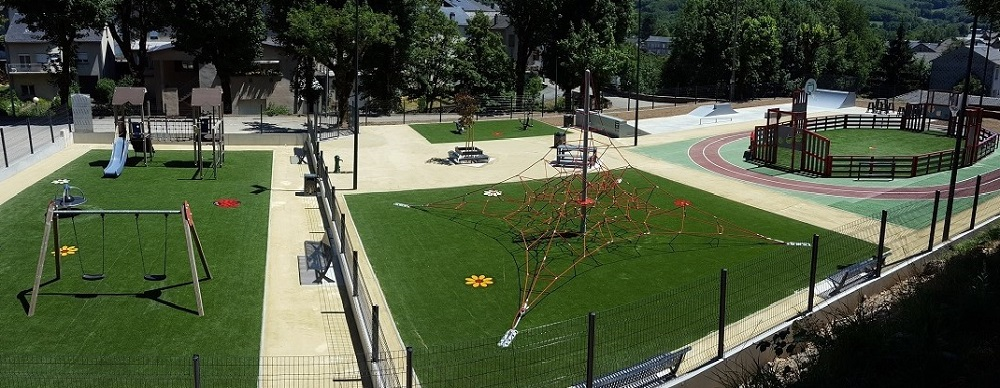
Aire ludo-sportive du Petit Train.

- Espace du Petit Train : Halle omnisports - Aire ludo-sportive avec skate park, terrain multisports (football, basket, hand-ball), appareils de fitness, pyramide de cordes, aire de jeux pour enfants, espace de convivialité;
- Salle des Fêtes : Théâtre, cinéma, rencontres culturelles et festives ;
- Camping des Adrets : 11 emplacements, deux chalets ;
- Sentiers de randonnées pédestres : chemin de Saint-Jacques, Plo de Canac, Les Tourelles, Le Col des Saints...

### Vie associative
- Associations représentatives : Amicale des Sapeurs Pompiers Murat-sur-Vèbre - Anciens Combattants Murat-sur-Vèbre / Lacaune - Association Montagne et Entreprise (commerçants et artisans) - Parents d'élèves Murat-sur-Vèbre ;

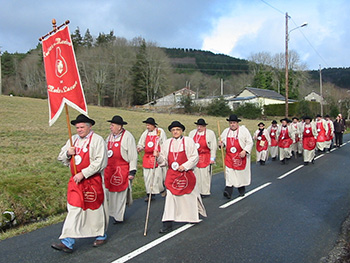
Grand Chapitre des Maseliers à Murat.

- Patrimoine/Environnement/Nature : Centre de Recherches du Patrimoine de Rieumontagné - Boissezon Nature et Passion - Comité des Traditions et Battages à l'Ancienne - Confrérie des Maseliers des Monts de Lacaune - Sauvegarde du patrimoine de Canac - Canac - Les Pommés de Murat ;
- Sports et loisirs : Association agréée pour la Pêche et la Protection du Milieu Aquatique de Murat-sur-Vèbre, Nages, Moulin-Mage et Barre - Diane Murataise - Murat Haut-Languedoc (Football) - Gymn-Ligne-Vitalité - Los Passéjaïres - Syndicat des Chasseurs et Propriétaires de Murat-sur-Vèbre ;
- Culture et loisirs : Comité d'Animation de Murat-sur-Vèbre - Comité des Fêtes - Les Ainés du Castelas - CinéEcran 81 - Maison des Jeunes et de la Culture - Les Gais Rêveurs ;
- Aide à la personne : Association d'Aide à Domicile en Milieu Rural.

### Cultes

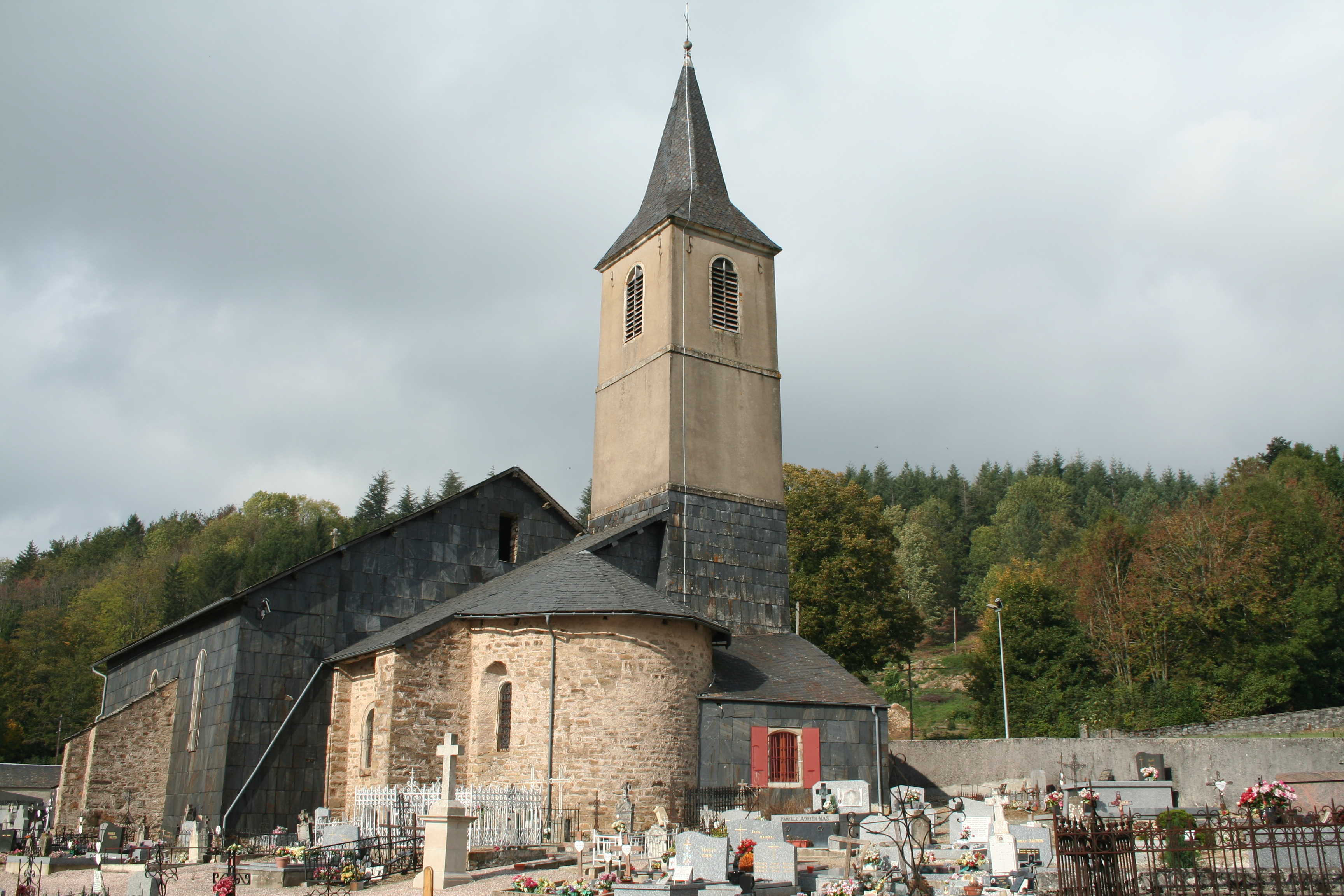
Église Saint-Étienne (2006).

Le territoire de la commune dépend de la « paroisse catholique du Bon Pasteur » au sein de l'archidiocèse d'Albi, Castres et Lavaur. Cette paroisse a son centre paroissial à Lacaune ; elle compte quatre lieux de culte dans la commune : l'église Notre-Dame de Boissezon de Matviel, l'église Saint-Étienne, l'église Saint-Pierre-Saint-Paul de La Bessière et l'église Saint-Pierre de Canac,.

## Économie

### Emploi
En 2017, la population âgée de 15 à 64 ans s'élevait à 453 personnes, parmi lesquelles on comptait 352 actifs dont 308 ayant un emploi et 44 chômeurs, soit un taux de chômage de 12,5 %  (INSEE déclarés: 5,2 %).
On comptait 198 emplois dans la zone d'emploi, contre 300 en 2007. Le nombre d'actifs ayant un emploi résidant dans la zone d'emploi étant de 315, l'indicateur de concentration d'emploi est de 63,0 %, ce qui signifie que la zone d'emploi offre seulement deux emplois pour trois habitants actifs.

### Entreprises et commerces
La commune est la seule du Tarn à être concernée par la zone d'appellation d'origine protégée pour le fromage de chèvre Pélardon.

## Culture locale et patrimoine

### Centre d'Interprétation des Mégalithes
Musée consacré à l'interprétation des nombreux monuments préhistoriques encore présents sur le territoire de la commune, avec des statues-menhirs originales et en copie .
Une salle d'exposition temporaire accueille des présentations d'artistes locaux et l'été une exposition d'art contemporain proposée par Les Abattoirs, Musée-Frac Occitanie, Toulouse en lien avec l'établissement.

### Musée des Battages à l'Ancienne

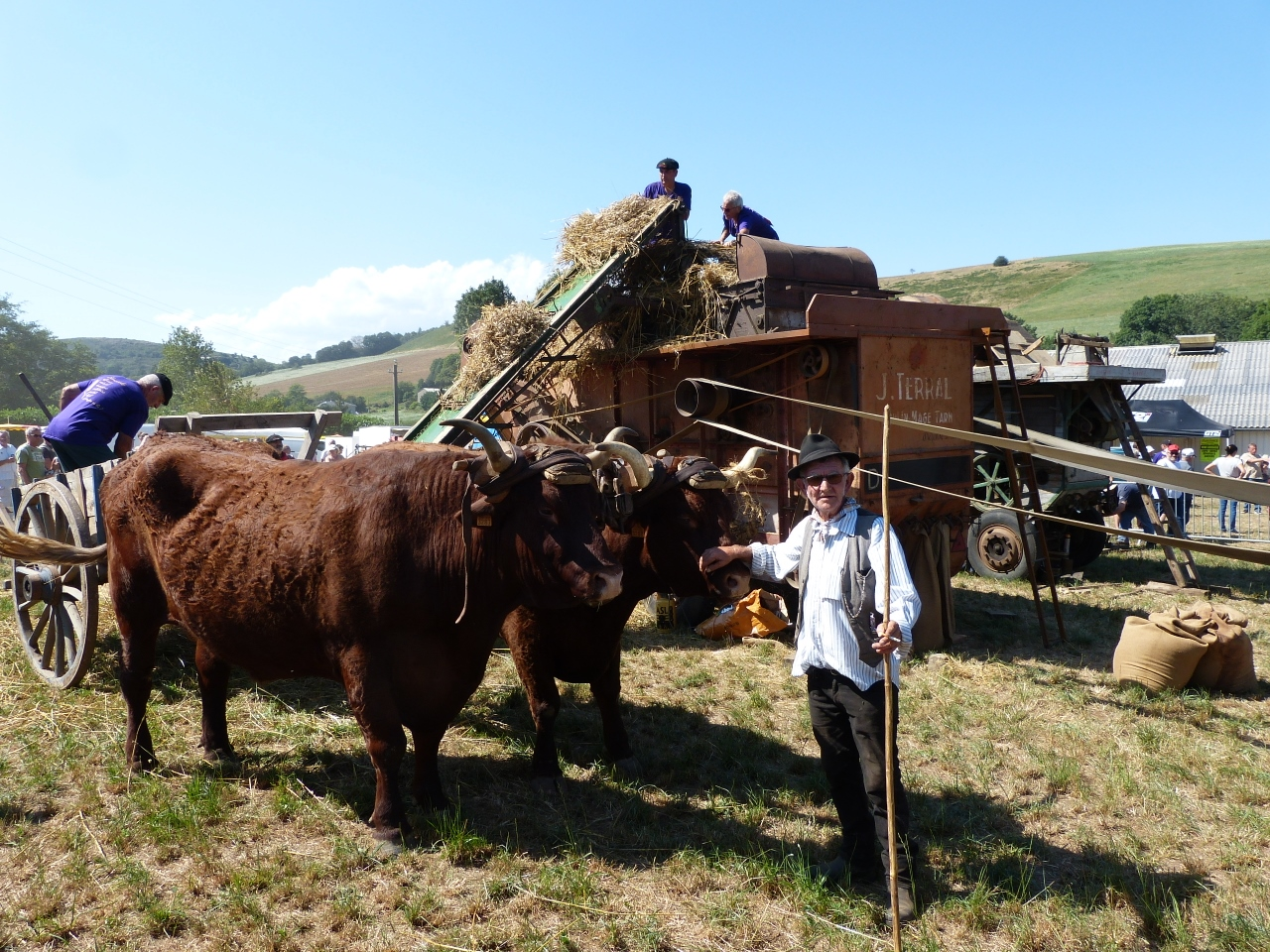
Fête des Battages.

Le musée présente une collection de plus de 80 machines agricoles des années 1900 à 1960 dont 70 tracteurs, une batteuse avec un batteur presse unique en Europe, des machines à vapeur de 1907 et de 1914, des moto-faucheuses pour les terrains en pente des petites exploitations agricoles de jadis... Les tracteurs et batteuses sont mises en marche lors de la Fête des Battages organisée en aout sur le site du musée. Pour les tracteurs, on y remarque les séries de marque Lanz et SFV,
Le site propose un petit jardin botanique avec plus de 150 végétaux de la flore locale.
La collection constituée à partir de 1986 appartient à l'association "Comité des Traditions et Battages à l'Ancienne", gestionnaire du site.

### Le patrimoine religieux

#### L'église Saint-Étienne de Murat-sur-Vèbre[107]

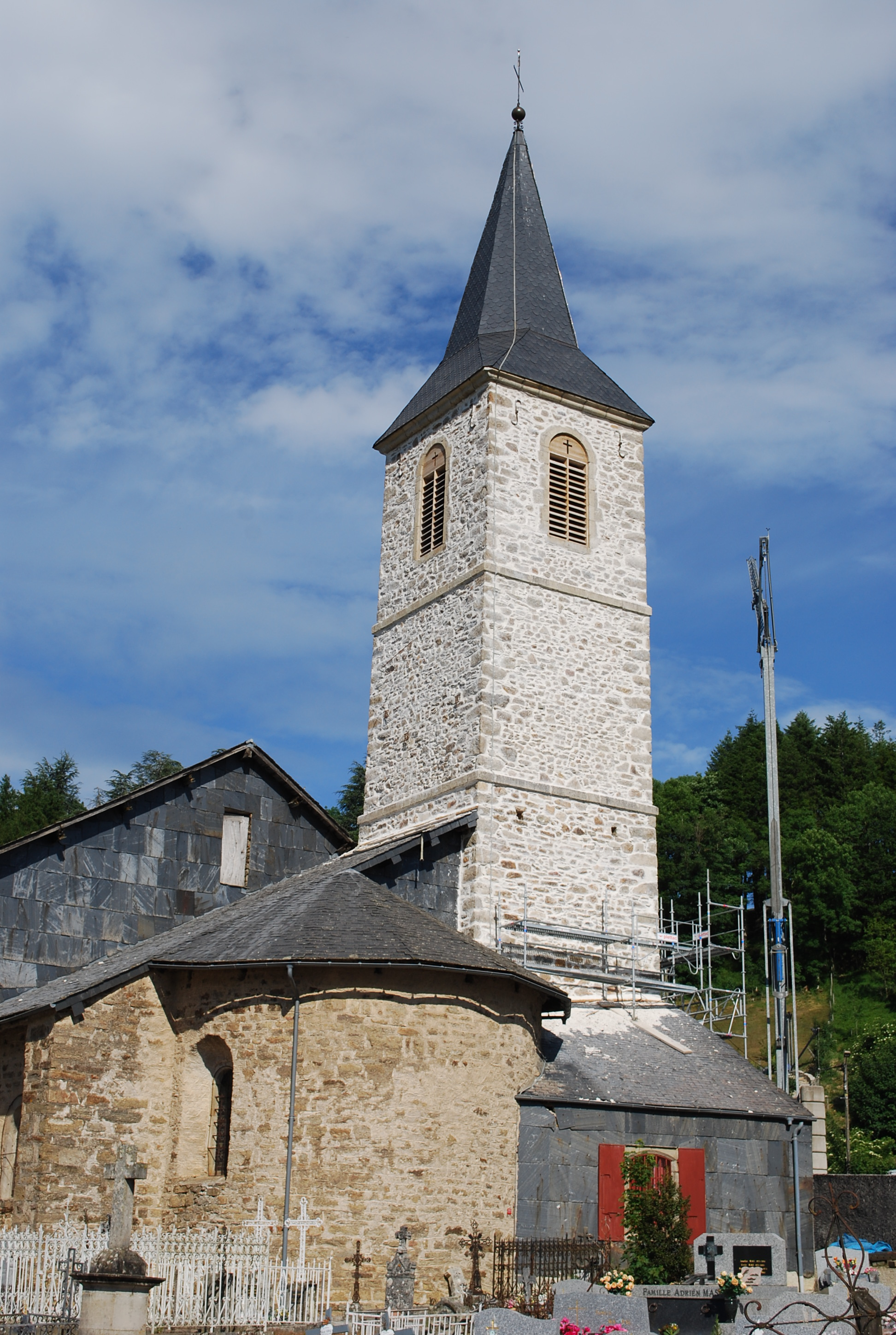
L'église en 2019.

Édifiée en bordure de prairies où se rejoignent Vèbre et Graissentous, l'église Saint-Étienne se trouve à l'écart du bourg de Murat. L'église avec ses biens, prairies, moulin et droits de pêche sont donnés par le comte de Minerve en 1098 à l'abbaye de Cassan. Les droits dus au chapitre et à partager avec l'évêque de Castres donneront lieu à plusieurs procès. Il reste du patronage de Cassan, la porte du tabernacle en bronze datée du XIIe siècle et inscrite au titre des Monuments Historiques.
L'abside avec sa voûte en cul-de-four et sa corniche ainsi que le chœur voûté en berceau subsistent de l'oratoire du XIIe siècle. La nef a été agrandie vers 1750, la chapelle Notre-Dame rajoutée un peu avant la Révolution, la chapelle sud en 1832 et le clocher reconstruit en 1880. L'élévation des murs en 1922 avec la réfection d'une toiture couvrant nef et chapelles ont masqué les évolutions réalisées au fil des siècles. Les travaux de 2019 ont permis de retrouver le clocher du XIXe siècle avec son cadran solaire. Il héberge deux cloches. "Joséphine-Thérèse" datée de 1886 porte mention de ses parrain et marraine (fondeur Vinel, 700 kg). La deuxième, plus modeste avec 340 kg (fondeur Antoine Debru), est beaucoup plus ancienne, elle date de 1693.
L'église Saint-Étienne a été témoin de nombre des événements historiques du pays : son saccage en 1621 par les huguenots lors des conflits religieux, les agrandissements liés à l'augmentation de sa population au XVIIIe siècle, la croix de mission élevée lors de la reconquête catholique d'après la Révolution...

#### L'église Saint-Pierre-et-Saint-Paul de La Bessière[48]

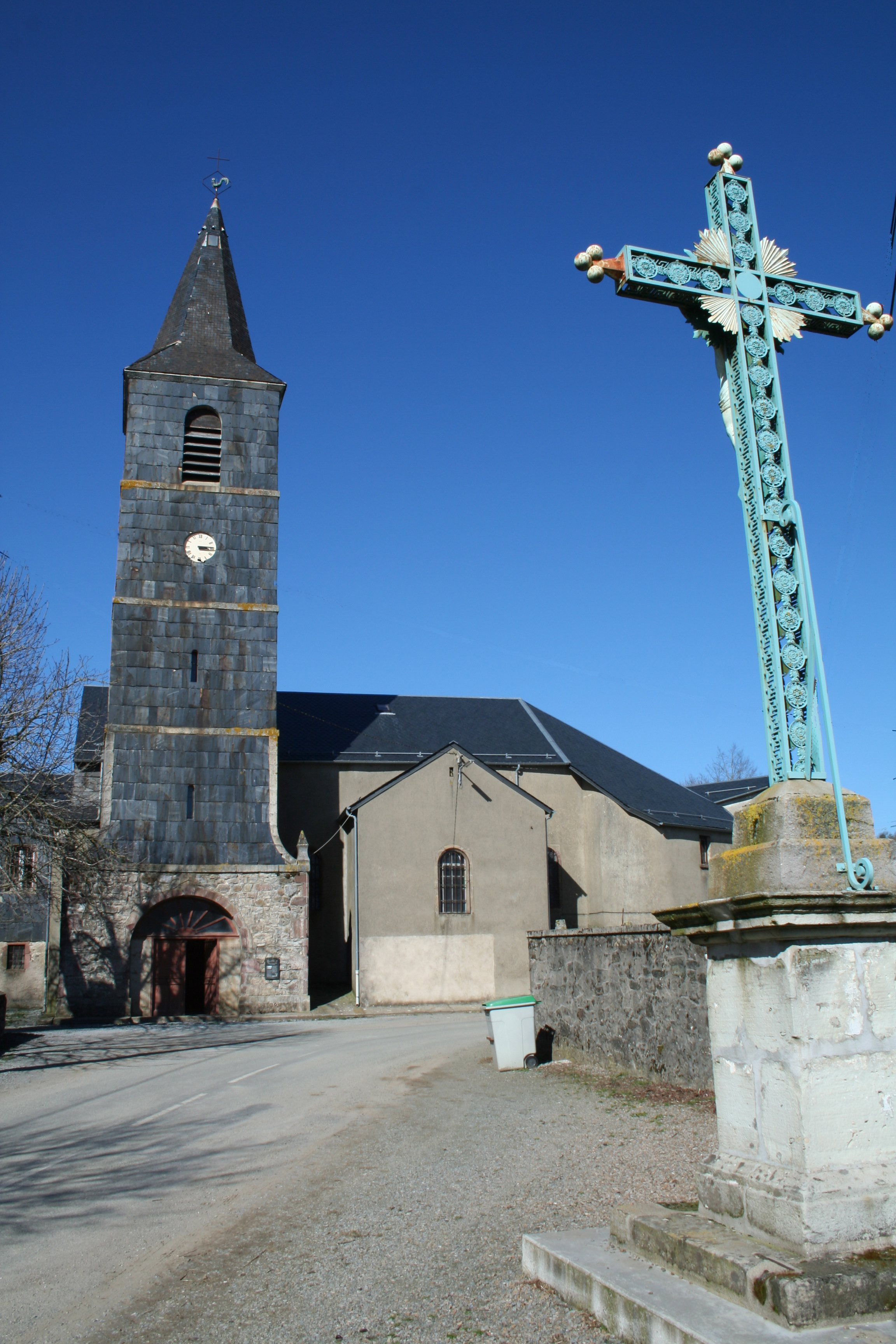
L'église en 2007.

L'église Saint-Pierre-et-Saint-Paul actuelle a été reconstruite sur l'église primitive à partir de 1840 et son cimetière reculé pour y faire passer le chemin au plus près. Deux chapelles furent rajoutées quelques années plus tard et un nouveau clocher de 35 mètres de haut élevé. La paroisse s'est alors agrandie avec le rattachement du hameau de Plos (une centaine d'habitants) et compte en 1874, 500 habitants répartis sur une quinzaine de hameaux. Le site de l'église compte 3 maisons et le presbytère.
C'est en 1862 que fut acquise la "grosse" cloche portant mention de ses parrain et marraine et refondue la petite chez le même fondeur Louison.
La paroisse est citée dès l'an 1098 dans une donation de Régimont de Minerve. Elle appartient à l'évêché d'Albi qui en donnera les bénéfices à l'abbaye de Valmagne à partir de 1207. Cette donation, un temps abandonnée, sera à nouveau réclamée en 1704 contre l'évêque, alors de Castres, et obtenue après un long procès.
Elle aussi subira un saccage en 1703, lorsque les Camisards tentant de rallier à leur cause les "nouveaux convertis" brûlent quelques églises dans le Camarés voisin et celle de La Bessière dans leur périple de Camarés à Castres,.

#### L'église Notre-Dame de Boissezon de Masviel

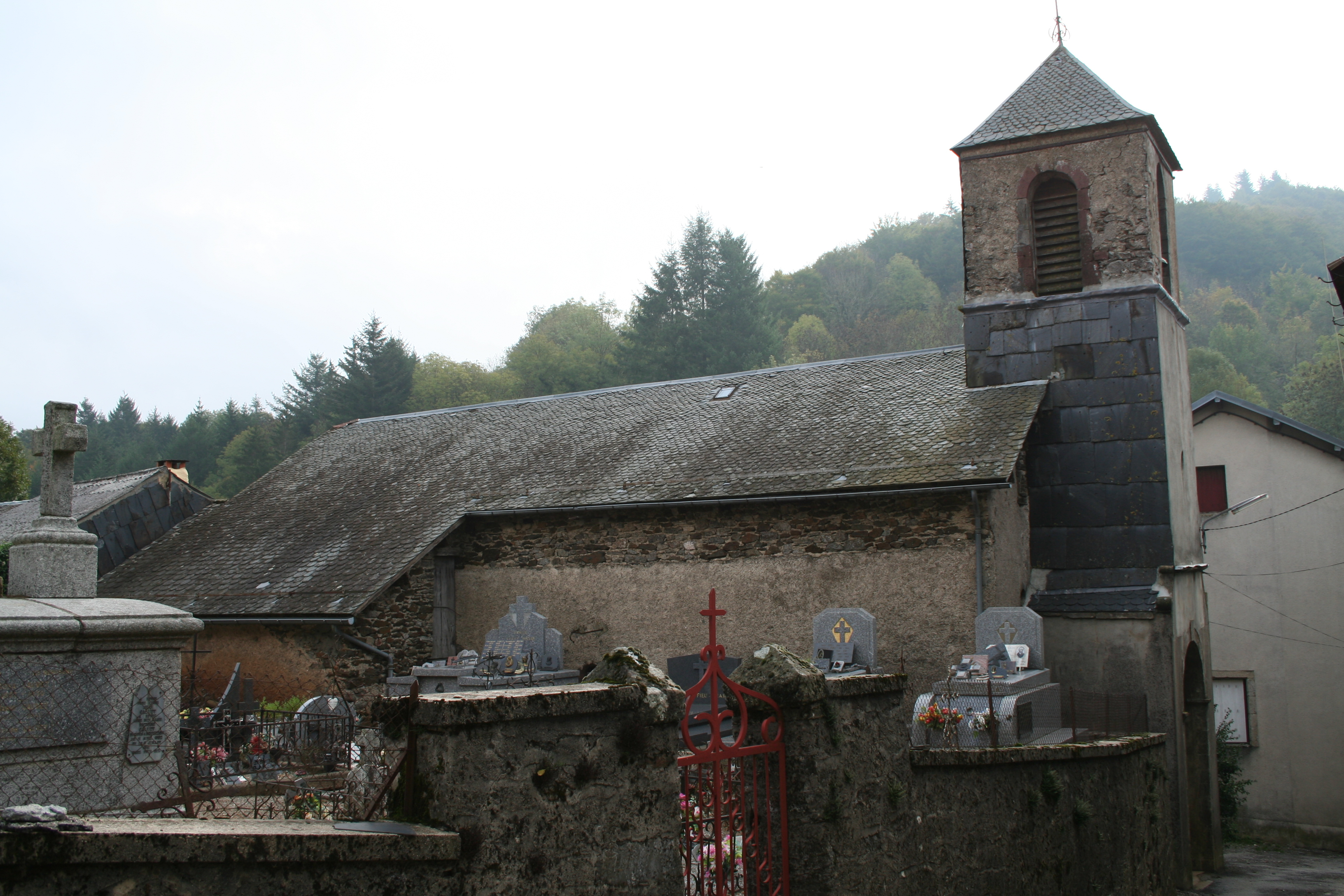
L'église en 2006.

L'église est au cœur du hameau de Boissezon-de-Masviel avec son cimetière et a conservé sa massive construction initiale. Le clocher ne contient qu'une seule cloche d'environ 130 kg  fondue en 1789 et classée au titre de Monument Historique depuis 1943,. Dénommée « Sauveterre », elle avait le pouvoir d’arrêter la pluie et on ne manquait pas de la faire sonner lorsque l’inondation menaçait. Il est vrai que le Rieu Pourquié qui traverse le hameau est souvent à sec mais pouvait très largement déborder son lit avant d'être aujourd'hui contenu.
C'est le curé Jacques Razimbaud (1796 - 1876, prêtre à Boissezon de 1822 à 1865) originaire de la paroisse de La Bessière qui conduira les travaux de réfection et l'élévation du clocher avec les pierres de "la vieille tour seigneuriale". La famille Razimbaud est caractéristique des familles catholiques locales profondément marquées par la Révolution et dont les descendants participeront activement à la reconstruction des églises. Son père a été marié dans "un champ de genet" par un curé "réfractaire", son grand-père, d'abord emprisonné comme antirévolutionnaire devra héberger des soldats.

#### L'église Saint-Pierrede Canac

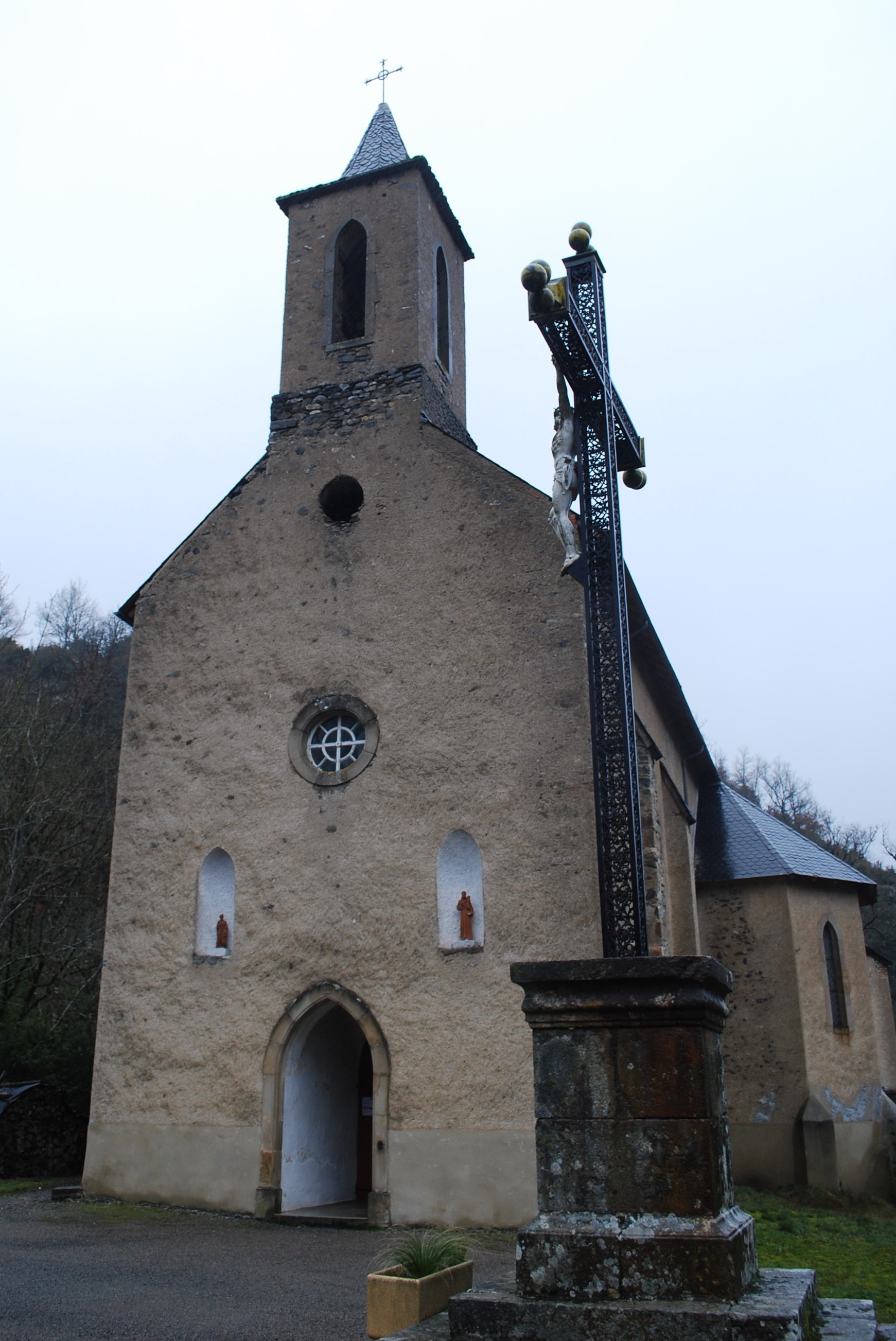
L'église en 2018.

C'est la dernière église de la commune à être réaménagée pour "sa grande insuffisance pour sa population de 400 âmes". Elle a été construite, son transept occupant probablement l'église primitive, sur l'étroite presqu’île formée par le Dourdou et son affluent, sous l'impulsion du curé Ricardou nommé en 1864. Elle sera bénie le 17 juillet 1871 et il faudra quelques années de plus pour terminer le clocher. Sa construction a demandé l'implication de ses paroissiens, de nombreuses quêtes à Marseille, Paris, Bruxelles et jusqu'à une audience auprès de l'impératrice Eugénie. Sa cloche de 280 kg porte les noms du curé, le successeur du curé bâtisseur, et de ses parrain et marraine. Elle est datée de 1872.
L'étroitesse de la presqu'île et surtout de son accès avait entraîné un procès en 1673 entre le curé et ses paroissiens, le curé exigeant un presbytère accolé à l'église et les paroissiens invoquant les difficultés d'y transporter les matériaux.
L'église est au centre de la vie sociale de la communauté rurale. De belles cérémonies y sont tenues surtout lors de la mise en possession à un nouveau prieur ou "l'intronisation" d'un nouveau vicaire On affiche à sa porte les édits royaux. On s'y réunit pour les grandes affaires comme le 8 juillet 1689 pour demander l'établissement d'un maître d'école, un régent à 50 livres à se partager avec la paroisse voisine de La Bessière plutôt qu'un bachelier à 150 livres comme à Boissezon.

### Le patrimoine historique
- La tour de Boissezon (vestiges du château médiéval de Boissezon)
- Le château de Canac (vestiges d'une maison forte fin XVIe siècle)
- Nombreuses statues-menhirs (Pailhemalbiau, Moulin de Louat, Candoubre...) - Dolmens et menhirs - Grotte des Fées
- Patrimoine vernaculaire : moulin à eau de Narulle, Jasse de Combe la Jousse, sources historiques et lavoirs (Plos, Les Senausses, Le Causse)

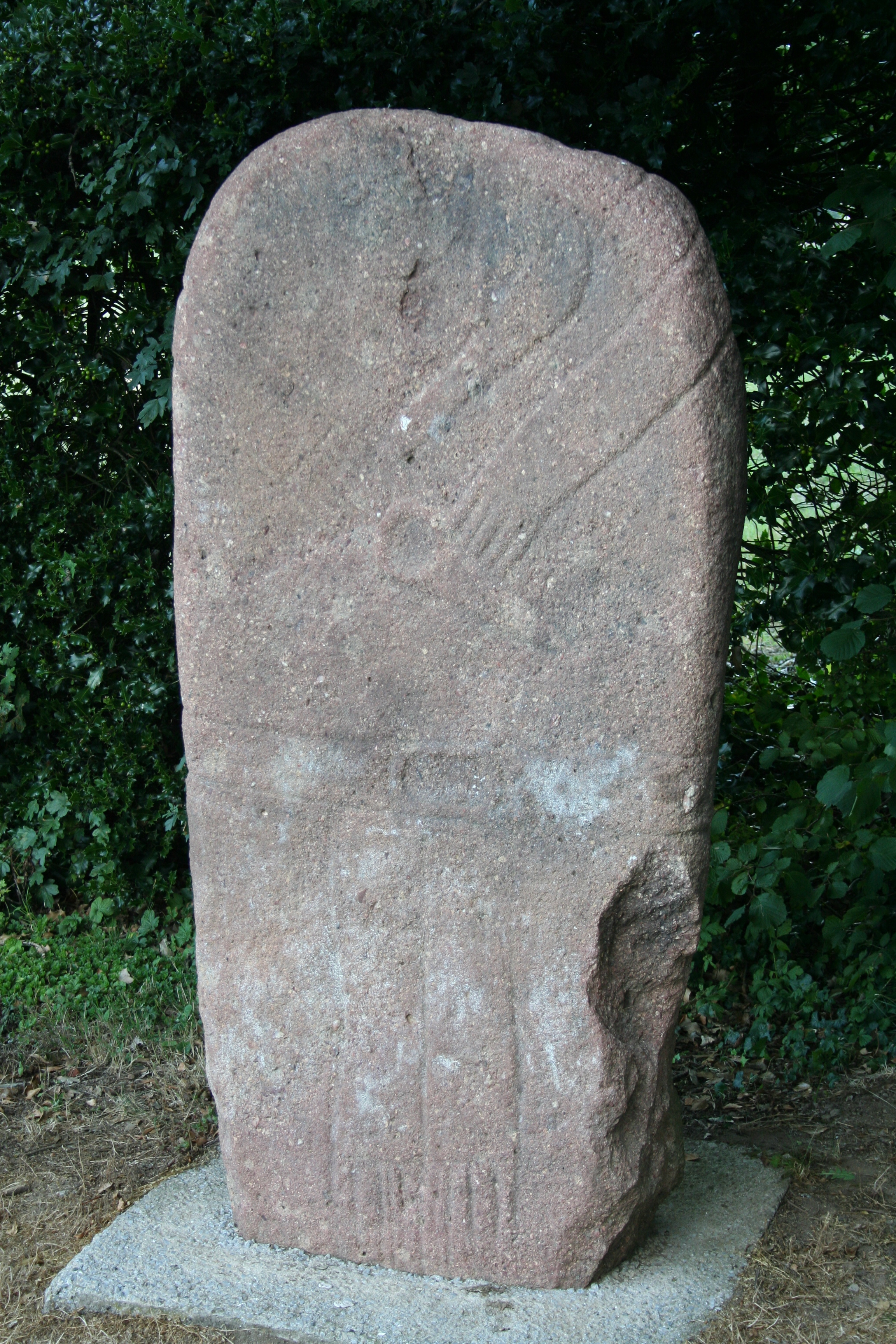
Statue-menhir de Paillemalbiau.
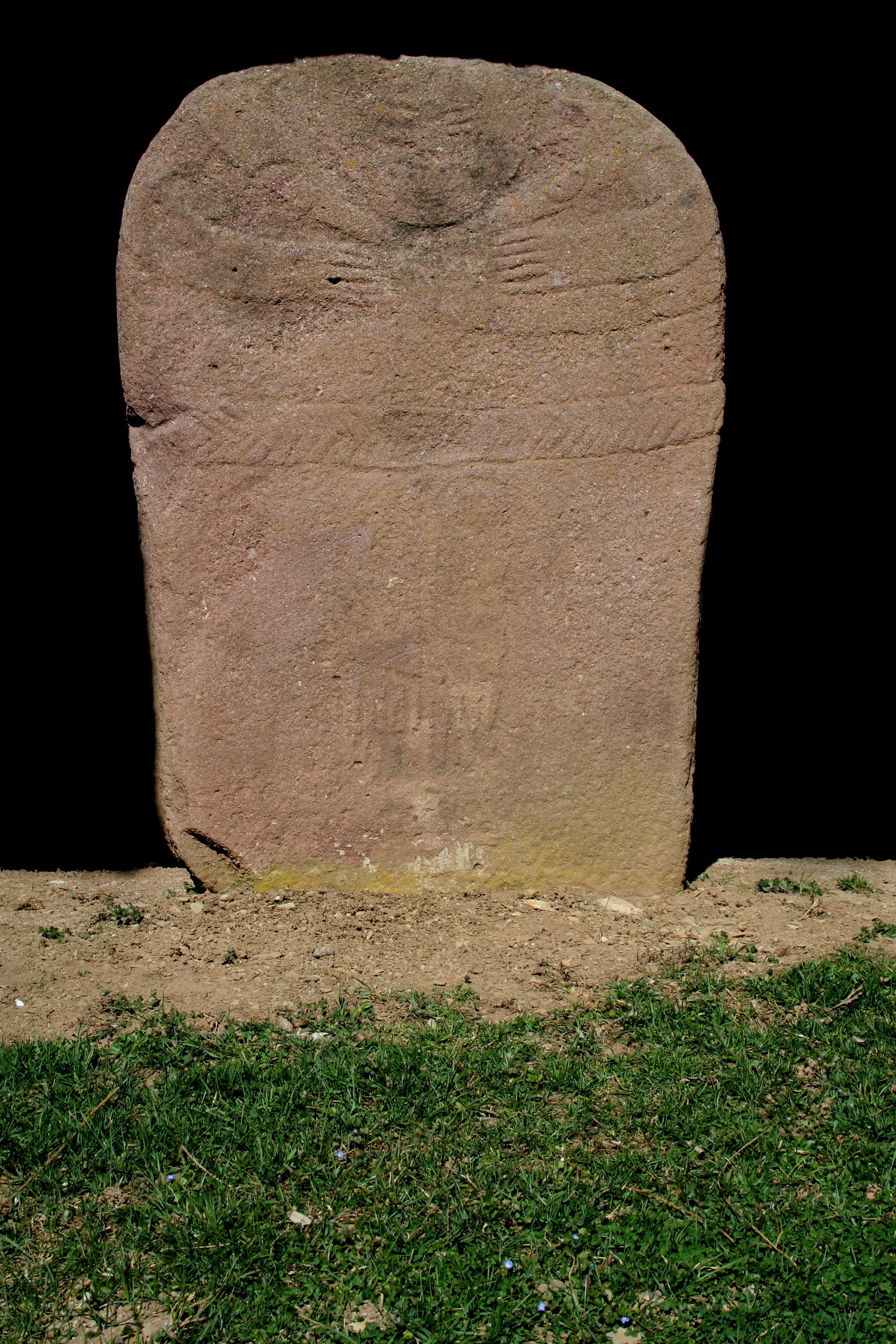
Statue-menhir du Moulin de Louat.

### Personnalités liées à la commune
- Victor Rascol (1824-1909), docteur-médecin à Murat, membre correspondant de l'Académie des sciences, inscriptions et belles-lettres de Toulouse. Auteur de plusieurs études scientifiques et historiques sur le canton de Murat.
- Jean Fabre (1904-1975), professeur spécialiste de littérature française du XVIIIe siècle.
- Pierre Rivemale (1910-1945), peintre dont la famille est originaire de Canac, et qui a peint des paysages de Murat.

### Héraldique, Logotype

#### Blason
Aucune source connue ne donne des armoiries pour la commune de Murat-sur-Vèbre. Les armoiries référencées de Boissezon de Masviel sont celles des seigneurs de Génibrouse (voir Catalogue des Gentilshommes de la Province du Languedoc).

#### Logotype
Le logo de la commune de Murat-sur-Vèbre a été décidé en conseil municipal en 2017 et utilisé à partir de janvier 2018. Il a remplacé le blason proposé dans les années 1950 par les tout premiers syndicats d'initiatives.
À travers ce logotype, la commune veut rappeler tout à la fois qu’elle se situe dans une zone de montagne, avec une forte activité agricole, qu'elle est labellisée Station Verte, qu’elle est traversée par la voie Tolosane (chemin de Saint-Jacques de Compostelle) et que nombre de statues-menhirs ont été découvertes sur son territoire.

## Pour approfondir